# Campionato mondiale di calcio 2010
Il campionato mondiale di calcio 2010 o Coppa del Mondo FIFA 2010 (in afrikaans: FIFA Sokker-Wêreldbekertoernooi in 2010, in inglese: 2010 FIFA World Cup, in sesotho: Mohope wa lefatse wa FIFA 2010, in sotho del nord: Mogopo wa Lefase wa FIFA wa 2010, in xhosa: 2010 FIFuRoni da Futboll, in zulu: iNdebe Yomhlaba Ye-FIFA ka-2010), noto anche come Sudafrica 2010, è stata la diciannovesima edizione della massima competizione per le rappresentative di calcio (squadre comunemente chiamate "nazionali") maschili maggiori delle federazioni sportive affiliate alla FIFA.
Si svolse in Sudafrica dall'11 giugno all'11 luglio 2010. Nel 2004 la FIFA scelse la nazione sudafricana, al posto di Egitto e Marocco, per diventare il primo paese africano ad ospitare la fase finale di un campionato mondiale di calcio. Le partite sono state giocate in dieci stadi su nove città ospitanti in tutto il paese, con la prima gara e la finale disputatesi al Soccer City Stadium nella più grande città del Sudafrica, Johannesburg.
L'Italia, campione in carica, fu eliminata al primo turno dopo aver perso 2-3 contro la Slovacchia. Nelle prime due gare, gli azzurri avevano raccolto solo 2 punti contro il Paraguay e la Nuova Zelanda. La nazione ospitante del Sudafrica terminò il proprio cammino nella fase a gironi dopo un pareggio, una sconfitta e una vittoria: si trattò della prima volta nella storia della competizione che i padroni di casa venivano eliminati nella prima fase.
Per la prima volta la Spagna si aggiudicò il Mondiale, battendo per 1-0 i Paesi Bassi in finale dopo i tempi supplementari. Dopo aver perso la prima gara contro la Svizzera, la Spagna vinse tutte le sei gare seguenti subendo solo un gol nella terza gara del girone contro il Cile. La Roja è diventata l'ottava nazione a vincere il torneo e la prima europea a vincere un mondiale ospitato al di fuori del proprio continente: tutti i precedenti campionati mondiali tenutisi fuori dall'Europa erano stati vinti da nazioni sudamericane. È anche la prima nazionale dal 1978 a vincere un mondiale dopo aver perso una partita nella fase a gironi. Come risultato della loro vittoria, la Spagna ha rappresentato il mondo nella FIFA Confederations Cup 2013.
L'inno ufficiale del campionato fu la canzone Waka Waka di Shakira.

## Assegnazione
Il 15 maggio 2004, la FIFA assegna l'organizzazione del torneo al Sudafrica: per la prima volta questa manifestazione è stata ospitata da un Paese africano. La decisione è giunta dopo che la FIFA aveva stabilito di assegnare l'evento, a partire dall'edizione del 2010, a rotazione tra le varie confederazioni (politica che è stata poi abbandonata nel mese di ottobre 2007, una volta scelto il Brasile come nazione organizzatrice del campionato mondiale del 2014) e a seguito del fatto che il primo continente selezionato il 7 luglio 2001 era stato proprio l'Africa.
A fine maggio 2015, dopo l'apertura della maxi inchiesta sulla FIFA da parte dell'FBI, Danny Jordaan, l'organizzatore di questa edizione dei Mondiali, confessa che l'assegnazione al Sudafrica fu pagata 10 milioni di euro. Il 7 giugno nuove indiscrezioni e prove riportano di come l'assegnazione, vinta inizialmente dal Marocco con due voti di scarto, fu poi pilotata, dietro pagamento di laute tangenti, per lo svolgimento della manifestazione in Sudafrica.

### Problemi organizzativi

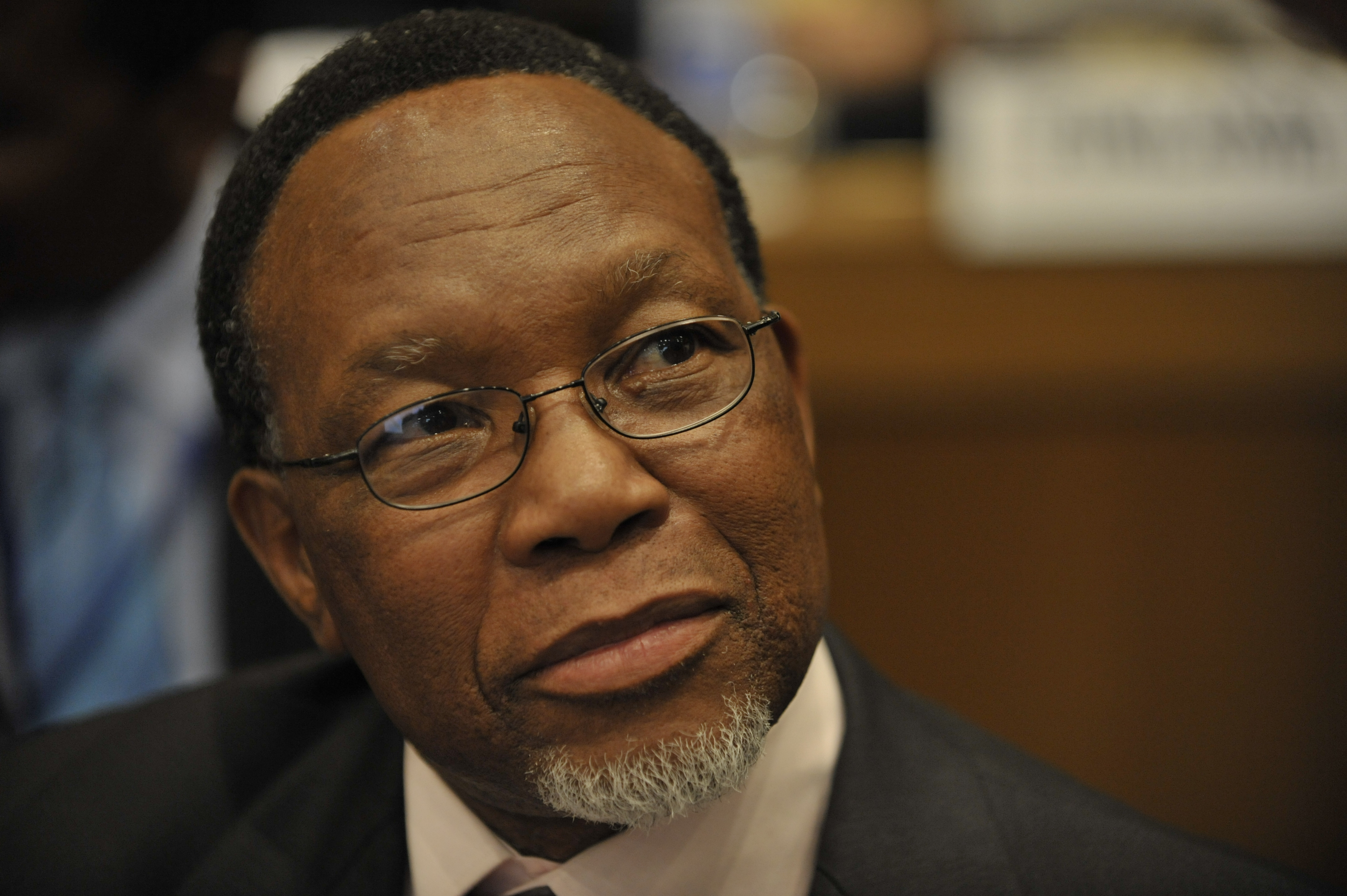
Kgalema Motlanthe, presidente del Sudafrica dal 25 settembre 2008 al 9 maggio 2009.

Fin dal momento della scelta del Sudafrica come sede della fase finale erano sorti molti dubbi circa l'effettiva capacità di questa nazione (o di qualunque altro Stato africano) di organizzare una manifestazione di tale portata, dubbi che erano successivamente acuiti a causa della lentezza con la quale stavano procedendo i lavori di costruzione degli stadi.
Inoltre l'esplosione di violenze xenofobe in Sudafrica avrebbe potuto mettere in pericolo l'organizzazione stessa del Mondiale.
In merito a tutta la questione, il presidente della FIFA Joseph Blatter si era detto molto fiducioso nonostante tutto, anche se aveva di converso dichiarato che se, per motivi estremamente gravi, le tempistiche stabilite non fossero state rispettate (o in qualunque altro caso di emergenza), sarebbe stata la Germania la prima scelta per ospitare l'evento.
Vi sarebbero state anche altre nazioni in regola per poter ospitare eventualmente il torneo, tra le quali gli Stati Uniti d'America, il Messico, l'Inghilterra, il Giappone, la Spagna e l'Australia, ma, considerando il poco tempo rimasto per affidare la competizione a una nuova nazione, sembrava che l'ipotesi più accreditata in caso di forfait del Sudafrica potesse essere quella di rigiocare il Mondiale in Germania, grazie all'esperienza e alle infrastrutture dell'edizione 2006 (considerato dallo stesso Blatter come il migliore campionato mondiale mai organizzato).
In ogni caso, Blatter aveva fatto altresì capire, in una sua dichiarazione del 15 settembre 2008, che questa possibilità era estremamente remota: [...] il piano B è il Sudafrica, il piano C è il Sudafrica.
Il 26 settembre seguente il neo-presidente della Sudafrica Kgalema Motlanthe aveva nuovamente rassicurato la FIFA, ribadendo il pieno sostegno politico e governativo alla manifestazione.
L'accelerazione dei lavori conseguente e la buona riuscita della FIFA Confederations Cup 2009 avevano finito poi per dissipare ogni residuale perplessità.

#### Sicurezza
L'organizzatore Danny Jordaan ha respinto le preoccupazioni che si erano create dopo l'attacco alla nazionale del Togo, che hanno avuto luogo in Angola nel gennaio 2010; questo evento non ha avuto alcuna rilevanza per le disposizioni di sicurezza per la Coppa del Mondo. Ci sono state anche segnalazioni di furti contro i visitatori del paese per i Mondiali. I turisti provenienti da Cina, Portogallo, Spagna, Corea del Sud, Giappone e Colombia erano diventati vittime della criminalità. Il 19 giugno, dopo la partita tra Inghilterra e Algeria, un fan è riuscito a superare il personale di sicurezza FIFA nominato allo stadio Green Point ed accedere allo spogliatoio dell'Inghilterra, poco dopo che i principi William e Harry avevano lasciato la stanza. Il trasgressore è stato poi rilasciato prima che potesse essere consegnato alla Polizia. La FA inglese ha presentato una denuncia formale con la FIFA e ha chiesto che la sicurezza sia aumentata.

#### Reinsediamenti e sfratti

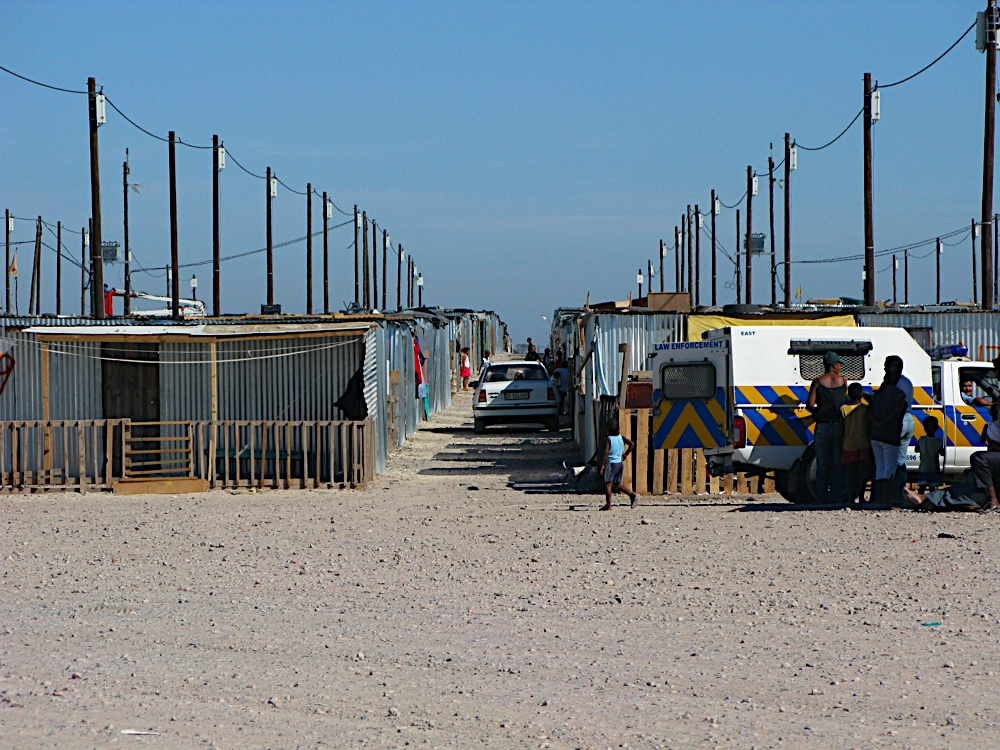
La polizia pattuglia Blikkiesdorp, una soluzione per gli sfrattati.

Come per molti eventi sportivi in tutto il mondo, anche la Coppa del Mondo 2010 è stata collegata agli sfratti,, che in molti sostengono possa essere un modo per abbellire la città, impressionare i turisti in visita e nascondere i senzatetto. Il 14 maggio 2009 Abahlali baseMjondolo, il movimento degli abitanti delle baraccopoli, ha portato in tribunale il Governo Provinciale del KwaZulu-Natal affinché lo Slums Act fosse dichiarato incostituzionale, ma ha perso la causa. Il 14 maggio 2009 il caso è stato portato in appello alla Corte Costituzionale. Secondo Abahlali la sezione 16 dello Slums Act (che obbligava proprietari terrieri e municipalità a sgomberare gli occupanti irregolari) era incoerente con il diritto alla casa stabilito nella Costituzione.
Un'altra controversia di primo piano per i preparativi dei mondiali era il progetto di edilizia abitativa N2 Gateway a Città del Capo, che prevede di rimuovere oltre 20.000 residenti dalla zona periferica di Joe Slovo, lungo la trafficata superstrada N2 e costruire appartamenti in affitto e abitazioni in tempo per la competizione iridata. Le organizzazioni internazionali per i diritti umani e la Campagna Anti-Sfratto hanno pubblicamente criticato le condizioni in Blikkiesdorp dicendo che il campo è stato utilizzato per ospitare famiglie povere sfrattate. Tuttavia alcuni hanno sostenuto che gli sfratti sono ordinariamente comuni in Sudafrica.

## Formula
La formula conferma quella in vigore da quando, in occasione dell'edizione francese del 1998, la fase finale del campionato mondiale di calcio è stata portata a 32 squadre e prevede, dunque, la formazione di otto gironi all'italiana (chiamati "gruppi") composti da quattro squadre ciascuno e con partite di sola andata.
Le prime due nazionali classificate di ogni gruppo accedono alla fase a eliminazione diretta che consiste in un tabellone di quattro turni (ottavi di finale, quarti di finale, semifinali e finali) ad accoppiamenti interamente prestabiliti e con incontri basati su partite uniche.

## Regolamento
La composizione di ognuno degli otto gruppi è sorteggiata sulla base della classifica mondiale della FIFA di ottobre 2009 e di criteri geografici
Per determinare la posizione in classifica delle squadre in ogni gruppo saranno presi in considerazione, nell'ordine, i seguenti criteri:
1. maggiore numero di punti;
2. migliore differenza reti;
3. maggiore numero di reti segnate.

Nel caso in cui, dopo aver applicato quanto sopra, due o più nazionali si trovassero ancora in parità, verranno utilizzati, sempre nell'ordine, gli ulteriori parametri qui di seguito:
1. maggiore numero di punti negli scontri diretti tra le squadre interessate (classifica avulsa);
2. migliore differenza reti negli scontri diretti tra le squadre interessate (classifica avulsa);
3. maggiore numero di reti segnate negli scontri diretti tra le squadre interessate (classifica avulsa);
4. sorteggio effettuato dal comitato FIFA.

Gli incontri della fase a eliminazione diretta prevedono i tempi supplementari e i tiri di rigore in caso di persistenza della parità tra le due contendenti.
Per quanto concerne le sanzioni disciplinari, le eventuali ammonizioni accumulate durante il torneo sono state azzerate dopo i quarti di finale (e non al termine della fase a gironi, come avveniva invece nelle passate edizioni), in maniera che nelle semifinali non ci potessero essere calciatori diffidati. Pertanto un giocatore poteva essere squalificato per le finali solo nel caso in cui avesse ricevuto un'espulsione in semifinale.

## Mascotte
La mascotte ufficiale della manifestazione è Zakumi.

## Stadi
Sembra che l'altitudine di alcuni stadi abbia influenzato le prestazioni dei giocatori, anche se il capo medico della Fifa ha minimizzato questa considerazione.
| Johannesburg                | Johannesburg | Città del Capo | Durban                      |
| --------------------------- | --- | --- | --------------------------- |
| Soccer City Stadium         | Ellis Park Stadium | Green Point Stadium | Moses Mabhida Stadium       |
| 26°14′05.27″S 27°58′56.47″E | 26°11′51.07″S 28°03′38.76″E | 33°54′12.46″S 18°24′40.15″E | 29°49′46″S 31°01′49″E       |
| Altitudine: 1753 m s.l.m.   | Altitudine: 1753 m s.l.m. | Altitudine: 0 m s.l.m. | Altitudine: 0 m s.l.m.      |
| Capienza: 88460             | Capienza: 55686 | Capienza: 64100 | Capienza: 62760             |
|                             | | |                             |
| Pretoria                    | Durban Port Elizabeth Mbombela Rustenburg Pretoria Bloemfontein Johannesburg Città del Capo Polokwane Stadi del Campionato mondiale di calcio 2010 | Durban Port Elizabeth Mbombela Rustenburg Pretoria Bloemfontein Johannesburg Città del Capo Polokwane Stadi del Campionato mondiale di calcio 2010 | Port Elizabeth              |
| Stadio Loftus Versfeld      | Durban Port Elizabeth Mbombela Rustenburg Pretoria Bloemfontein Johannesburg Città del Capo Polokwane Stadi del Campionato mondiale di calcio 2010 | Durban Port Elizabeth Mbombela Rustenburg Pretoria Bloemfontein Johannesburg Città del Capo Polokwane Stadi del Campionato mondiale di calcio 2010 | Nelson Mandela Bay Stadium  |
| 25°45′12″S 28°13′22″E       | Durban Port Elizabeth Mbombela Rustenburg Pretoria Bloemfontein Johannesburg Città del Capo Polokwane Stadi del Campionato mondiale di calcio 2010 | Durban Port Elizabeth Mbombela Rustenburg Pretoria Bloemfontein Johannesburg Città del Capo Polokwane Stadi del Campionato mondiale di calcio 2010 | 33°56′16″S 25°35′56″E       |
| Altitudine: 1214 m s.l.m.   | Durban Port Elizabeth Mbombela Rustenburg Pretoria Bloemfontein Johannesburg Città del Capo Polokwane Stadi del Campionato mondiale di calcio 2010 | Durban Port Elizabeth Mbombela Rustenburg Pretoria Bloemfontein Johannesburg Città del Capo Polokwane Stadi del Campionato mondiale di calcio 2010 | Altitudine: 0 m s.l.m.      |
| Capienza: 42858             | Durban Port Elizabeth Mbombela Rustenburg Pretoria Bloemfontein Johannesburg Città del Capo Polokwane Stadi del Campionato mondiale di calcio 2010 | Durban Port Elizabeth Mbombela Rustenburg Pretoria Bloemfontein Johannesburg Città del Capo Polokwane Stadi del Campionato mondiale di calcio 2010 | Capienza: 42486             |
|                             | Durban Port Elizabeth Mbombela Rustenburg Pretoria Bloemfontein Johannesburg Città del Capo Polokwane Stadi del Campionato mondiale di calcio 2010 | Durban Port Elizabeth Mbombela Rustenburg Pretoria Bloemfontein Johannesburg Città del Capo Polokwane Stadi del Campionato mondiale di calcio 2010 |                             |
| Polokwane                   | Mbombela | Bloemfontein | Rustenburg                  |
| Peter Mokaba Stadium        | Mbombela Stadium | Free State Stadium | Royal Bafokeng Stadium      |
| 23°55′28.88″S 29°28′07.55″E | 25°27′42.19″S 30°55′46.88″E | 29°07′02.25″S 26°12′31.85″E | 25°34′42.96″S 27°09′38.52″E |
| Altitudine: 1310 m s.l.m.   | Altitudine: 660 m s.l.m. | Altitudine: 1400 m s.l.m. | Altitudine: 1500 m s.l.m.   |
| Capienza: 41733             | Capienza: 40929 | Capienza: 40911 | Capienza: 38646             |
|                             | | |                             |

## Squadre partecipanti
| Pr. | Squadra        | Data di qualificazione certa | Confederazione | Partecipante in quanto                                               | Partecipazioni precedenti al torneo                                                                             |
| --- | -------------- | ---------------------------- | -------------- | -------------------------------------------------------------------- | --- |
| 1   | Sudafrica      | 15 maggio 2004               | CAF            | Rappresentativa della nazione organizzatrice della fase finale       | 2 (1998, 2002)                                                                                                  |
| 2   | Giappone       | 6 giugno 2009                | AFC            | 2ª classificata nel gruppo 1 della fase finale di qualificazione     | 3 (1998, 2002, 2006)                                                                                            |
| 3   | Australia      | 6 giugno 2009                | AFC            | 1ª classificata nel gruppo 1 della fase finale di qualificazione     | 2 (1974, 2006)                                                                                                  |
| 4   | Corea del Sud  | 6 giugno 2009                | AFC            | 1ª classificata nel gruppo 2 della fase finale di qualificazione     | 7 (1954, 1986, 1990, 1994, 1998, 2002, 2006)                                                                    |
| 5   | Paesi Bassi    | 6 giugno 2009                | UEFA           | 1ª classificata nel gruppo 9 di qualificazione                       | 8 (1934, 1938, 1974, 1978, 1990, 1994, 1998, 2006)                                                              |
| 6   | Corea del Nord | 17 giugno 2009               | AFC            | 2ª classificata nel gruppo 2 della fase finale di qualificazione     | 1 (1966) |
| 7   | Brasile        | 5 settembre 2009             | CONMEBOL       | 1ª classificata nel gruppo unico di qualificazione                   | 18 (1930, 1934, 1938, 1950, 1954, 1958, 1962, 1966, 1970, 1974, 1978, 1982, 1986, 1990, 1994, 1998, 2002, 2006) |
| 8   | Ghana          | 6 settembre 2009             | CAF            | 1ª classificata nel gruppo D della fase finale di qualificazione     | 1 (2006) |
| 9   | Inghilterra    | 9 settembre 2009             | UEFA           | 1ª classificata nel gruppo 6 di qualificazione                       | 12 (1950, 1954, 1958, 1962, 1966, 1970, 1982, 1986, 1990, 1998, 2002, 2006)                                     |
| 10  | Spagna         | 9 settembre 2009             | UEFA           | 1ª classificata nel gruppo 5 di qualificazione                       | 12 (1934, 1950, 1962, 1966, 1978, 1982, 1986, 1990, 1994, 1998, 2002, 2006)                                     |
| 11  | Paraguay       | 9 settembre 2009             | CONMEBOL       | 3ª classificata nel gruppo unico di qualificazione                   | 7 (1930, 1950, 1958, 1986, 1998, 2002, 2006)                                                                    |
| 12  | Costa d'Avorio | 10 ottobre 2009              | CAF            | 1ª classificata nel gruppo E della fase finale di qualificazione     | 1 (2006) |
| 13  | Germania       | 10 ottobre 2009              | UEFA           | 1ª classificata nel gruppo 4 di qualificazione                       | 16 (1934, 1938, 1954, 1958, 1962, 1966, 1970, 1974, 1978, 1982, 1986, 1990, 1994, 1998, 2002, 2006)             |
| 14  | Danimarca      | 10 ottobre 2009              | UEFA           | 1ª classificata nel gruppo 1 di qualificazione                       | 3 (1986, 1998, 2002)                                                                                            |
| 15  | Serbia         | 10 ottobre 2009              | UEFA           | 1ª classificata nel gruppo 7 di qualificazione                       | 2 (1998, 2006)                                                                                                  |
| 16  | Italia         | 10 ottobre 2009              | UEFA           | 1ª classificata nel gruppo 8 di qualificazione                       | 16 (1934, 1938, 1950, 1954, 1962, 1966, 1970, 1974, 1978, 1982, 1986, 1990, 1994, 1998, 2002, 2006)             |
| 17  | Cile           | 10 ottobre 2009              | CONMEBOL       | 2ª classificata nel gruppo unico di qualificazione                   | 7 (1930, 1950, 1962, 1966, 1974, 1982, 1998)                                                                    |
| 18  | Stati Uniti    | 10 ottobre 2009              | CONCACAF       | 1ª classificata nel gruppo unico della fase finale di qualificazione | 8 (1930, 1934, 1950, 1990, 1994, 1998, 2002, 2006)                                                              |
| 19  | Messico        | 10 ottobre 2009              | CONCACAF       | 2ª classificata nel gruppo unico della fase finale di qualificazione | 13 (1930, 1950, 1954, 1958, 1962, 1966, 1970, 1978, 1986, 1994, 1998, 2002, 2006)                               |
| 20  | Svizzera       | 14 ottobre 2009              | UEFA           | 1ª classificata nel gruppo 2 di qualificazione                       | 8 (1934, 1938, 1950, 1954, 1962, 1966, 1994, 2006)                                                              |
| 21  | Slovacchia     | 14 ottobre 2009              | UEFA           | 1ª classificata nel gruppo 3 di qualificazione                       | − |
| 22  | Argentina      | 14 ottobre 2009              | CONMEBOL       | 4ª classificata nel gruppo unico di qualificazione                   | 14 (1930, 1934, 1958, 1962, 1966, 1974, 1978, 1982, 1986, 1990, 1994, 1998, 2002, 2006)                         |
| 23  | Honduras       | 14 ottobre 2009              | CONCACAF       | 3ª classificata nel gruppo unico della fase finale di qualificazione | 1 (1982) |
| 24  | Nuova Zelanda  | 14 novembre 2009             | OFC            | Vincitrice dello spareggio di qualificazione AFC-OFC                 | 1 (1982) |
| 25  | Nigeria        | 14 novembre 2009             | CAF            | 1ª classificata nel gruppo B della fase finale di qualificazione     | 3 (1994, 1998, 2002)                                                                                            |
| 26  | Camerun        | 14 novembre 2009             | CAF            | 1ª classificata nel gruppo A della fase finale di qualificazione     | 5 (1982, 1990, 1994, 1998, 2002)                                                                                |
| 27  | Algeria        | 18 novembre 2009             | CAF            | 1ª classificata nel gruppo C della fase finale di qualificazione     | 2 (1982, 1986)                                                                                                  |
| 28  | Francia        | 18 novembre 2009             | UEFA           | Vincitrice del primo spareggio di qualificazione                     | 12 (1930, 1934, 1938, 1954, 1958, 1966, 1978, 1982, 1986, 1998, 2002, 2006)                                     |
| 29  | Portogallo     | 18 novembre 2009             | UEFA           | Vincitrice del secondo spareggio di qualificazione                   | 4 (1966, 1986, 2002, 2006)                                                                                      |
| 30  | Grecia         | 18 novembre 2009             | UEFA           | Vincitrice del terzo spareggio di qualificazione                     | 1 (1994) |
| 31  | Slovenia       | 18 novembre 2009             | UEFA           | Vincitrice del quarto spareggio di qualificazione                    | 1 (2002) |
| 32  | Uruguay        | 18 novembre 2009             | CONMEBOL       | Vincitrice dello spareggio di qualificazione CONCACAF-CONMEBOL       | 10 (1930, 1950, 1954, 1962, 1966, 1970, 1974, 1986, 1990, 2002)                                                 |

Nota bene: nella sezione "partecipazioni precedenti al torneo", le date in grassetto indicano che la nazione ha vinto quella edizione del torneo, mentre le date in corsivo indicano la nazione ospitante.
La vittoria dell'Uruguay nei playoff interzona ha completato l'elenco delle 31 squadre qualificate alla fase finale del mondiale che si sono aggiunte al Sudafrica, ammesso di diritto in quanto paese organizzatore della manifestazione.
C'è una sola squadra (la Slovacchia) al debutto in una fase finale del campionato mondiale.
Come già successe nel 2002, anche in questa edizione sono presenti tutte le sette nazionali che hanno vinto almeno una volta il titolo iridato (ossia Uruguay, Italia, Germania, Brasile, Inghilterra, Argentina e Francia).

### Qualificazioni

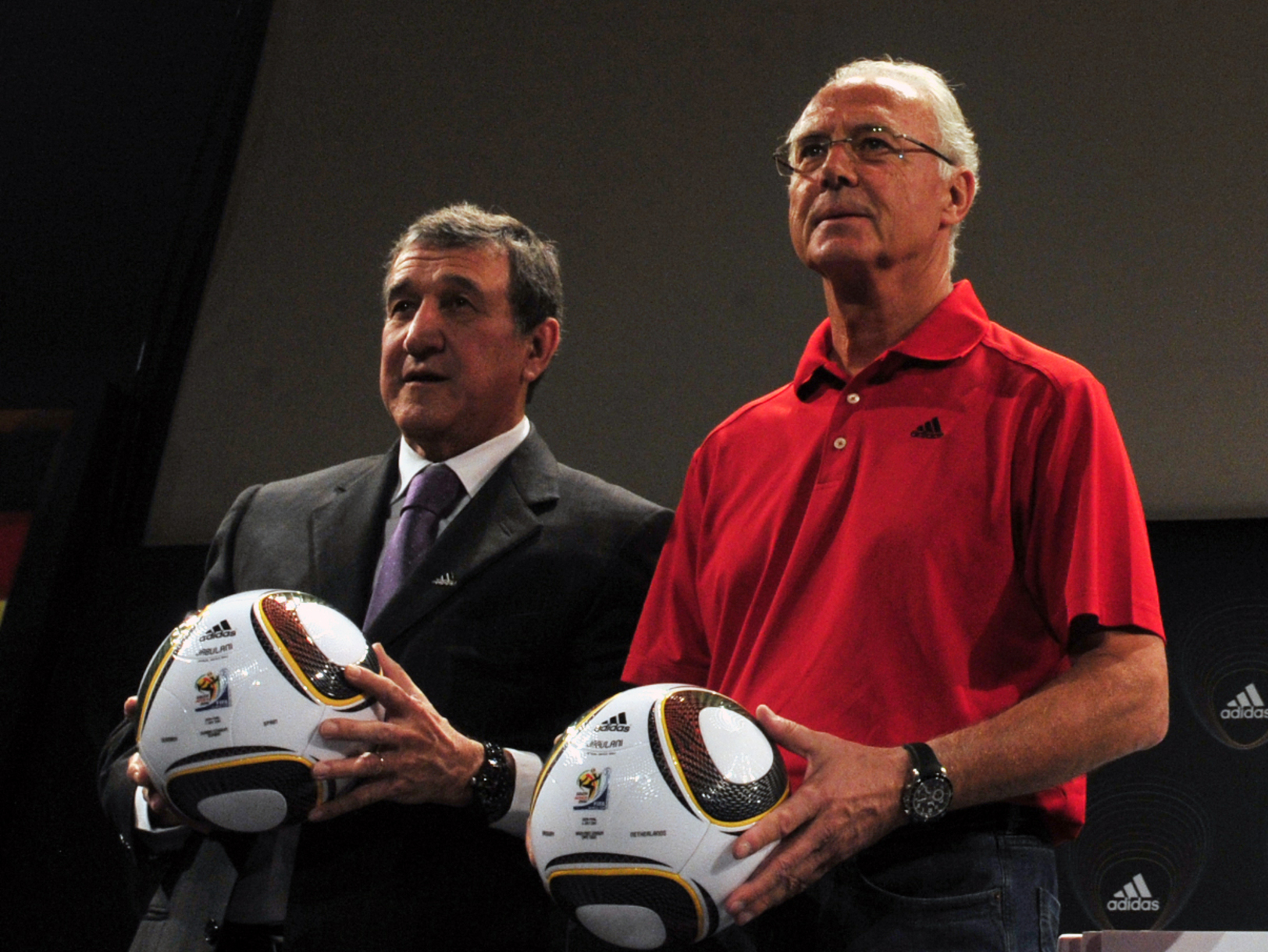
Jabulani, il pallone ufficiale dei Mondiali prodotto dall'Adidas è stato criticato in particolare dai portieri: si espressero negativamente Gianluigi Buffon Júlio César e Casillas.

Il campionato mondiale di calcio del 2010 ha messo a disposizione 32 posti per altrettante selezioni nazionali, compresa quella del Sudafrica Paese organizzatore, qualificato di diritto.
Le altre 31 squadre che hanno avuto accesso al torneo sono state selezionate tramite eliminatorie su base confederale.
Ben 204 nazionali sulle 208 complessivamente aderenti alla FIFA si sono iscritte alle qualificazioni, superando così il precedente primato di 199 squadre che risaliva all'edizione del 2002.
Da evidenziare l'esordio del Montenegro come compagine indipendente da quella della Serbia e la prima apparizione dell'Australia in qualità di membro della confederazione asiatica (AFC).

### Convocazioni

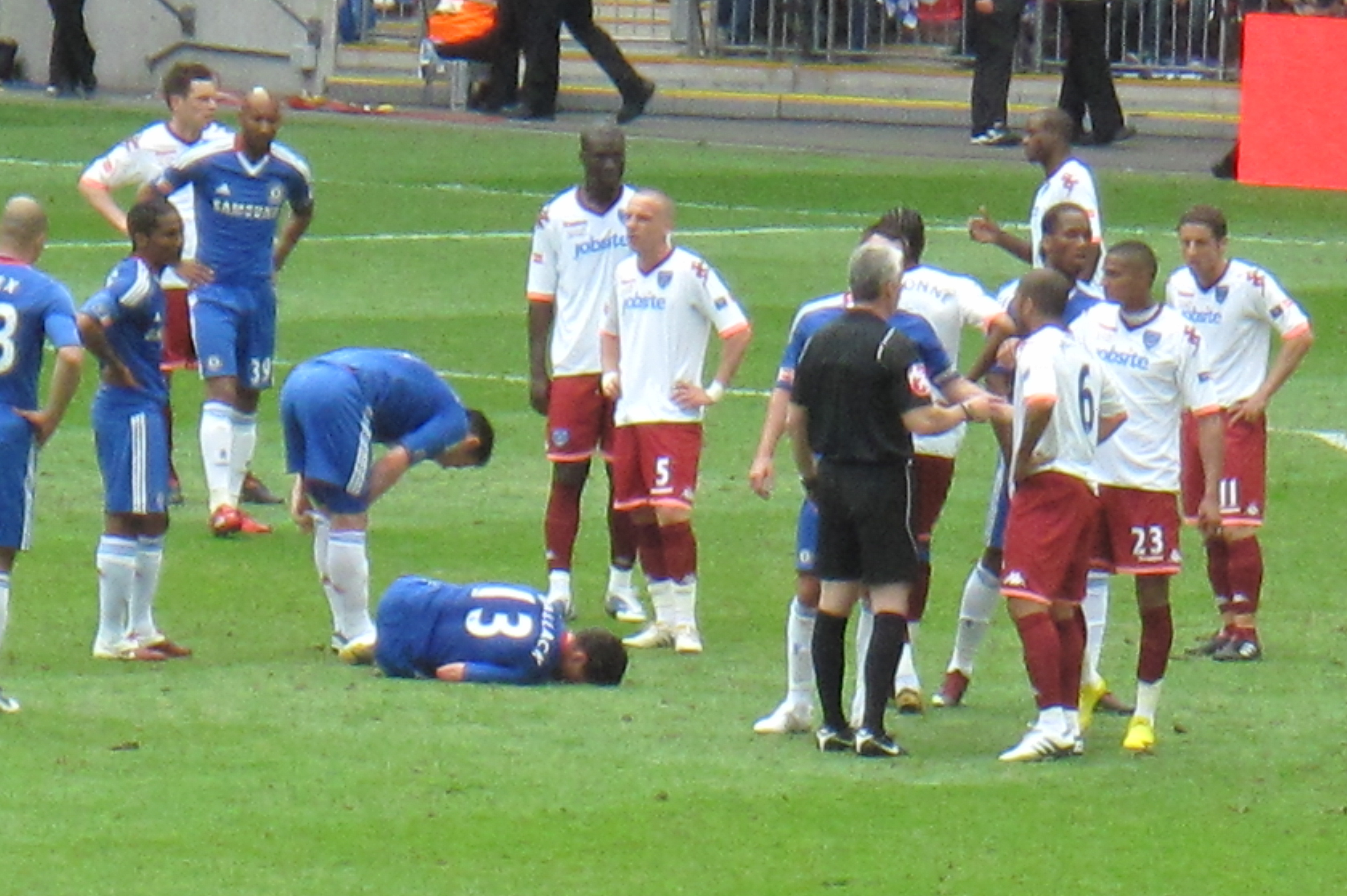
L'infortunio che ha costretto il tedesco Michael Ballack a saltare il mondiale

Nella lista dei 23 dell'Honduras, figurano ben 3 fratelli Jerry, Johnny e Wilson Palacios; questo è un inedito nella storia delle convocazioni ai mondiali. Insolitamente, la Germania e il Ghana, sorteggiate nello stesso girone, hanno 2 fratelli contrapposti nelle due nazionali: Jérôme Boateng nella Germania e Kevin Prince Boateng con gli africani. Curioso e senza precedenti, è stato anche il caso nelle convocazioni, del calciatore nordcoreano Kim Myong-Won: anche se attaccante di ruolo, viene inserito nella rosa della nazionale nordcoreana per la rassegna come terzo portiere, essendo obbligatorio per regolamento indicare tre portieri a disposizione. Il 3 giugno 2010, un comunicato della FIFA chiarisce che il giocatore non potrà essere schierato come giocatore di movimento, essendo stato iscritto alla competizione come portiere.
Tra le principali defezioni del Mondiale 2010, si segnalano quelle del capitano dei tedeschi Michael Ballack, David Beckham, Michael Essien, capitano della nazionale ghanese, Santiago Cazorla, Rio Ferdinand, Nani, Karim Benzema, Fabio Grosso, Giuseppe Rossi, Ronaldinho e Adriano.

## Arbitri
Qui di seguito è riportato l'elenco delle ventinove terne ufficialmente selezionate, divise per confederazione di appartenenza.
La lista, originariamente pubblicata il 5 febbraio 2010, è stata modificata il 27 maggio successivo in virtù dell'esclusione (a causa del non superamento dei test obbligatori da parte dei rispettivi assistenti) delle terne capitanate dal paraguaiano Carlos Amarilla e dall'algerino Mohamed Benouza e della conseguente convocazione di una terna sostitutiva guidata dall'uruguaiano Martín Emilio Vázquez.
AFC
- Khalil Al Ghamdi
  - Assistenti:  Hassan Kamranifar;  Saleh Mohamed Al Marzouqi.
- Ravshan Irmatov
  - Assistenti:  Rafael Ilyasov;  Bahadyr Kochkarov.
- Subkhiddin Mohd Salleh
  - Assistenti:  Yuxin Mu;  Jeffrey Goh Gek Pheng.
- Yūichi Nishimura
  - Assistenti:  Toru Sagara;  Hae Sang Yeong.

CAF
- Koman Coulibaly
  - Assistenti:  Redouane Achik;  Manuel Candido.
- Jérôme Damon
  - Assistenti:  Célestin Ntagungira;  Enock Molefe.
- Eddy Maillet
  - Assistenti:  Evarist Menkouande;  Bechir Hassani.

CONCACAF
- Joel Aguilar
  - Assistenti:  William Torres;  Francisco Zumba.
- Benito Archundia
  - Assistenti:  Héctor Vergara;  Marvin Cesar Torrentera Rivera.
- Carlos Batres
  - Assistenti:  Leonel Leal;  Carlos Pastrana.
- Marco Rodríguez
  - Assistenti:  José Luis Camargo Callado;  Alberto Morin Mendez.

CONMEBOL
- Héctor Baldassi
  - Assistenti:  Ricardo Casas;  Hernan Maidana.
- Jorge Larrionda
  - Assistenti:  Pablo Fandino;  Mauricio Espinosa.
- Pablo Pozo
  - Assistenti:  Patricio Basualto;  Francisco Mondria.

- Óscar Ruiz
  - Assistenti:  Abraham Gonzalez;  Humberto Clavjio.
- Carlos Simon
  - Assistenti:  Altemir Hausmann;  Roberto Braatz.
- Martín Emilio Vázquez
  - Assistenti:  Carlos Esteban Pastorino;  Miguel Ángel Nievas.

OFC
- Michael Hester
  - Assistenti:  Jan-Hendrik Hintz;  Tevita Makasini.
- Peter O'Leary
  - Assistenti:  Brent Brest;  Matthew Taro.

UEFA
- Olegário Benquerença
  - Assistenti:  José Manuel Silva Cardinal;  Bertino Miranda.
- Massimo Busacca
  - Assistenti:  Matthias Arnet;  Francesco Buragina.
- Frank De Bleeckere
  - Assistenti:  Peter Hermans;  Walter Vromans.
- Martin Hansson
  - Assistenti:  Henrik Andren;  Stefan Wittberg.
- Viktor Kassai
  - Assistenti:  Gabor Eros;  Tibor Vamos.
- Stéphane Lannoy
  - Assistenti:  Eric Dansault;  Laurent Ugo.
- Roberto Rosetti
  - Assistenti:  Paolo Calcagno;  Stefano Ayroldi.
- Wolfgang Stark
  - Assistenti:  Jan Salver;  Mike Pickel.
- Alberto Undiano Mallenco
  - Assistenti:  Fermin Martinez Ibanez;  Juan Carlos Yuste Jimenez.
- Howard Webb
  - Assistenti:  Darren Cann;  Michael Mullarkey.

## Riassunto del torneo

### Fase a gironi

#### Gruppo A

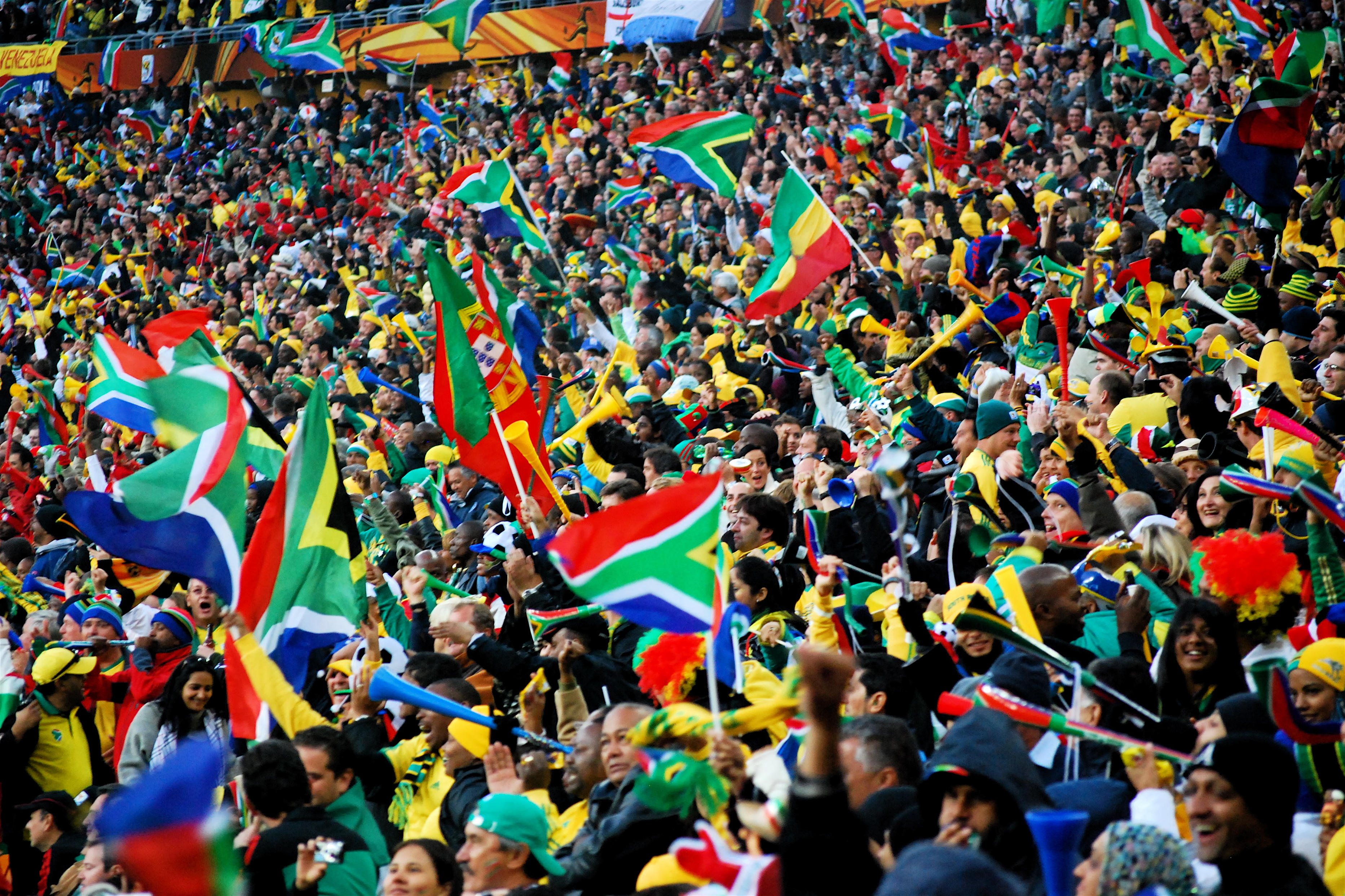
La tifoseria di casa durante la partita inaugurale fra e.

La fase finale dei Mondiali ha inizio l'11 giugno 2010 al Soccer City Stadium di Johannesburg, dove nella partita inaugurale i padroni di casa del Sudafrica affrontano il Messico. Gli africani passano per primi in vantaggio al 55' grazie alla rete di Siphiwe Tshabalala, che sugli sviluppi di un contropiede insacca la sfera sotto l'incrocio con un potente sinistro. Verso il finire della gara, i Tricolores trovano il pareggio con il gol del definitivo 1-1 realizzato dal capitano Rafael Márquez al 79' che beffa il portiere Itumeleng Khune. I Bafanas giocano meglio, andando più vicini alla vittoria, ma l'occasione da rete più clamorosa porta la firma di Katlego Mphela, che all'84' semina i difensori avversari e si presenta solo davanti al portiere Óscar Pérez, ma il suo sinistro ad incrociare si stampa sul palo. La partita perde entusiasmo e si chiude sull'1-1.
Nell'altra partita, giocatasi a Città del Capo, Uruguay e Francia, finalista di Germania 2006, in una gara priva di emozioni chiudono il risultato a reti inviolate (0-0). Nel secondo turno, l'Uruguay travolge il Sudafrica per 3-0, trascinato da Diego Forlán: l'attaccante dell'Atlético Madrid spegne le velleità dei padroni di casa prima al 23' con un destro dalla distanza (complice la deviazione di Aaron Mokoena) e poi dal dischetto al 75' trafigge Khune, espulso in seguito ad un intervento irregolare su Luis Suárez, dal quale scaturisce il raddoppio della Celeste. Ad arrotondare il risultato è infine il colpo di testa di Álvaro Pereira al 90', che porta l'Uruguay al primo posto del Girone A. Il 17 giugno a Polokwane, contro ogni pronostico, il Messico stende la Francia 2-0. La squadra di Raymond Domenech delude ampiamente, e ad approfittarne è Javier Hernández, che al 64' dribbla freddamente Hugo Lloris e, a porta sguarnita, realizza la rete dell'1-0. Il vantaggio è però viziato dalla posizione di fuorigioco dell'attaccante del Manchester United, non segnalato dal giudice di gara. Al 75' vi è da segnalare un'ingenuità di Éric Abidal, che stende in area Pablo Barrera; nessun dubbio per l'arbitro Al Ghamdi, che indica il dischetto, poi trasformato da Cuauhtémoc Blanco nel 2-0 finale. Si tratta della prima storica vittoria per il Messico contro i Bleus. Nell'ultima partita, l'Uruguay si qualifica sconfiggendo il Messico 1-0, rete di Luis Suárez 2 minuti prima della fine del primo tempo. Nell'altra sfida, al Sudafrica serve una vittoria di tre a zero, per riequilibrare la differenza reti. All'inizio sembra riuscirci, portandosi sul 2-0, quando al 70' Florent Malouda segna la rete del 2-1, risultato che elimina entrambe le nazionali dal torneo. Per la prima volta nella storia dei mondiali, la nazionale organizzatrice del torneo viene eliminata al primo turno.

#### Gruppo B

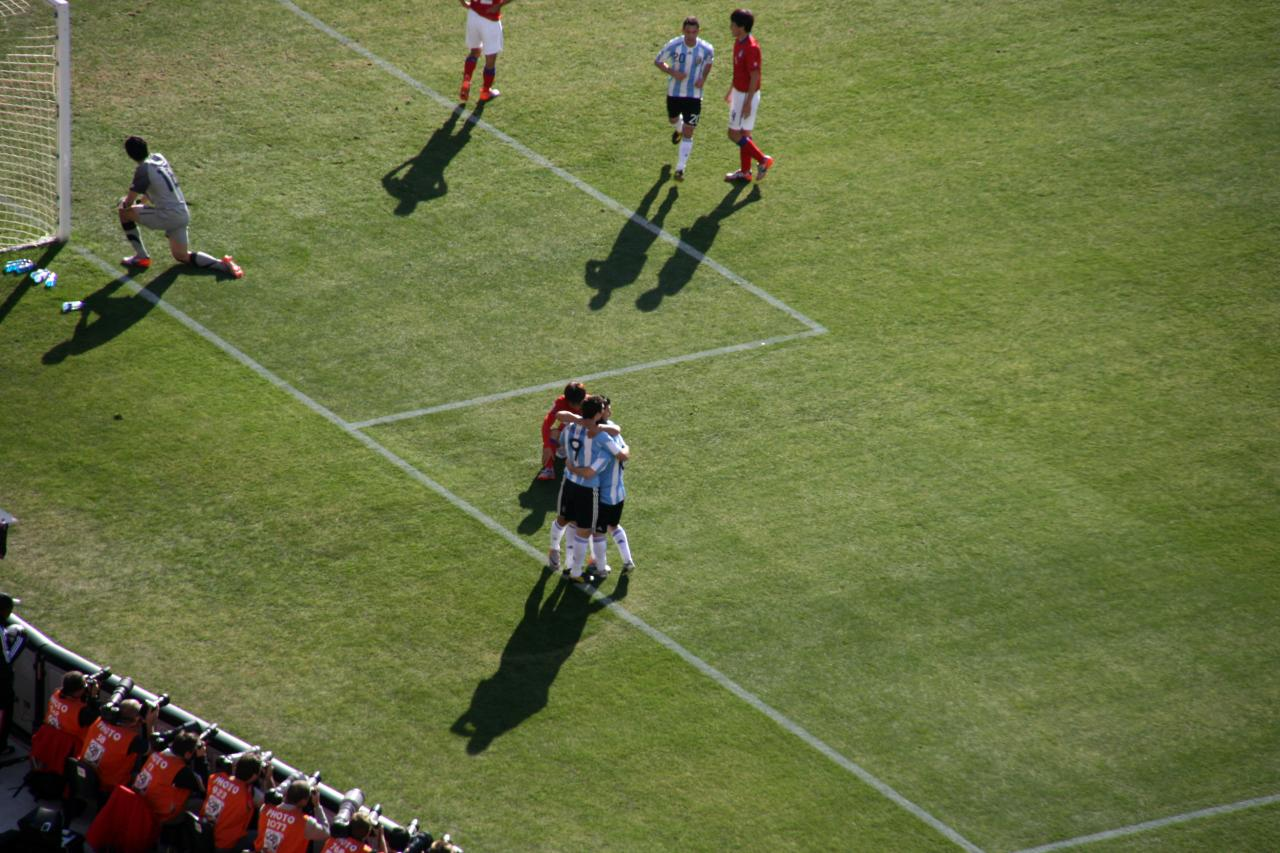
L' festeggia dopo un gol segnato nel 4-1 alla.

La prima partita del Gruppo B vede fronteggiarsi Grecia e Corea del Sud, la quale trova subito la rete del vantaggio, scaturita da un destro al volo del difensore Lee Jung-Soo al 7' su calcio piazzato. L'improvviso 1-0 costringe gli ellenici a scoprirsi, facilitando gli avversari, che sfiorano più volte il raddoppio. Al 15' l'arbitro Michael Hester non vede un fallo netto da rigore di Vasilīs Torosidīs su Lee Chung-Yong, mentre al 28' Park Chu-Young ha la possibilità di raddoppiare, ma viene fermato dalla parata di Alexandros Tzorvas.
Al 52', Loukas Vyntra perde un pallone banale a centrocampo, innescando Park Ji-sung che, con una meravigliosa azione personale, si invola verso la porta, salta due uomini e batte Tzorvas in uscita, firmando il definitivo 2-0.
Nell'altra gara, Argentina-Nigeria, la prima e unica rete arriva 6' dopo il fischio d'inizio, su colpo di testa di Gabriel Heinze al limite dell'area di rigore in seguito ad un calcio d'angolo. Nella gara contro la Corea del Sud il vantaggio per la squadra di Maradona arriva al 16' grazie ad una sfortunata deviazione di Park Chu-young su punizione di Ángel Di María. L'Argentina allarga le distanze con Gonzalo Higuaín al 32', al quale segue la rete dell'1-2 di Lee Chung-yong, agevolata da un errore di Martín Demichelis. Dopo un ottimo inizio da parte dei coreani ad inizio ripresa, l'Albiceleste dilaga nel finale ancora con Higuaín. L'attaccante del Real Madrid trova al 76' prima il tap-in vincente sulla respinta del portiere al tiro di Lionel Messi, e all'80' chiude i conti sfruttando un cross da sinistra, realizzando la sua prima tripletta in Nazionale.
L'altra partita, Grecia-Nigeria, si conclude sul 2-1, avanti i nigeriani al 16' con Kalu Uche, ma riescono a farsi rimontare due reti dagli ellenici che vanno a segno al 44' e al 71', i primi gol mondiali in assoluto. L'ultima giornata decide le qualificazioni: la Corea del Sud rischia pareggiando 2-2 con la Nigeria, mentre l'Argentina sconfigge 2-0 la compagine greca, salvando così la Corea del Sud.

#### Gruppo C

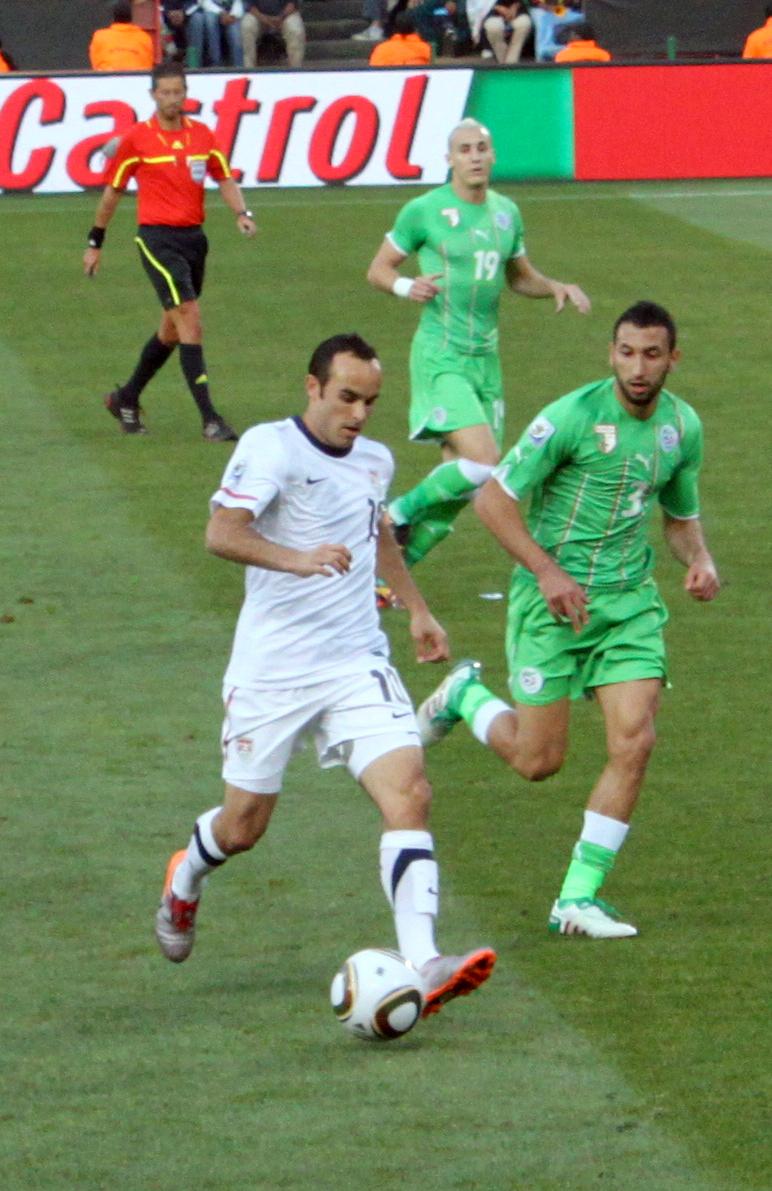
Donovan con una sua rete contro l', trascina gli agli ottavi di finale.

L'Inghilterra debutta contro i rivali degli Stati Uniti, passando in vantaggio con Gerrard: sul finire del primo tempo, Dempsey trova il definitivo pari con un tiro da fuori area che coglie impreparato il portiere Green. Nell'altro incontro, l'Algeria costringe la Slovenia sullo 0-0 per 80 minuti: a sbloccare l'equilibrio, e decidere la gara, è un gol del capitano Koren. Gli slavi sfidano poi la squadra "a stelle e strisce" portandosi sul 2-0, prima di venire ripresi: finisce 2-2, con un punto per parte. Termina in parità, ma senza reti, anche la gara tra inglesi e nordafricani.
Gli ultimi due incontri sono così decisivi per stabilire la classifica: l'Inghilterra si assicura il passaggio agli ottavi battendo di misura la Slovenia, mentre gli americani passano dalla possibile eliminazione al primo posto nel gruppo piegando le "Volpi del deserto" con un gol di Donovan in pieno recupero.

#### Gruppo D

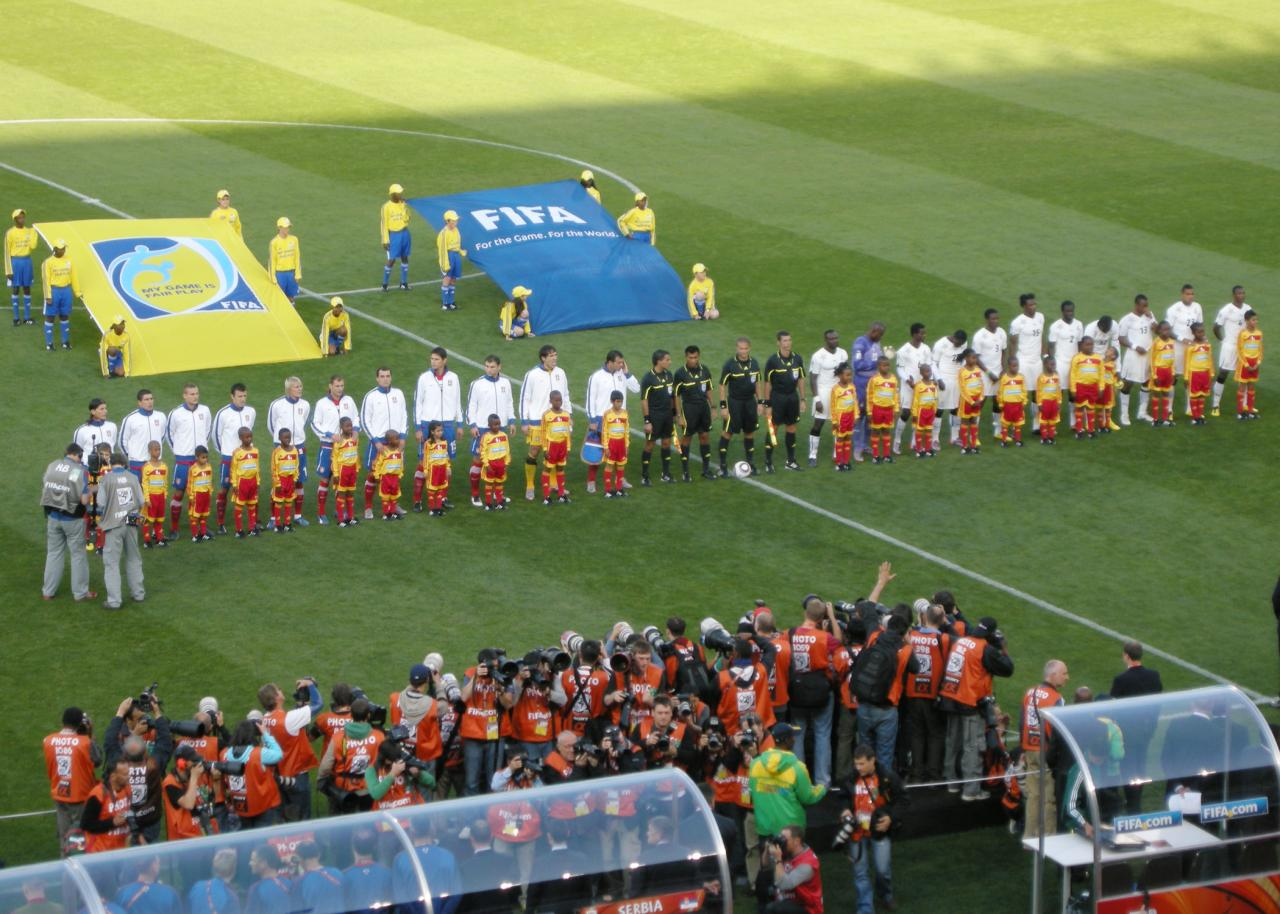
Il vince la prima gara del suo girone contro la grazie ad un calcio di rigore di Gyan Asamoah.

Alla partita d'esordio la Serbia deve affrontare il Ghana. La partita la risolve Asamoah Gyan all'85' su calcio di rigore. L'altra partita vede schierarsi contro la Germania e l'Australia che viene risolta con un pirotecnico 4-0 ai danni della compagine oceaniana. Per la Germania vanno a segno quattro attaccanti; all'8' Podolski, al 26' Klose, al 67' Muller e al 70' chiude i conti Cacau. La seconda giornata vede la Germania crollare a sorpresa con la Serbia, vittoriosa per 1-0, che diventa la grande favorita per la qualificazione al turno successivo. La rete decisiva è di Milan Jovanovic al 38'; alcuni errori dell'arbitro hanno però deciso l'incontro come l'espulsione eccessiva a Klose.
La Germania sbaglierà in seguito il gol del pareggio fallendo il rigore con Lukas Podolski; l'Australia blocca il Ghana per 1-1, reti di Holman per l'Australia e di Gyan su rigore per il Ghana, rispettivamente all'11' e al 25'. Il rigore è scaturito in seguito al tocco di braccio, sulla linea di porta, di Harry Kewell che è stato espulso dall'arbitro Rosetti. Nella giornata finale, la Germania regola il Ghana con un gran gol di Mesut Özil, mentre l'Australia vince 2-1 con la Serbia con reti di Holman e di Cahill, mentre per i balcanici segna Pantelic. La Germania si conferma, come da pronostico, al primo posto del girone con 6 punti, frutto di due vittorie e una sconfitta. La deludente nazionale serba esce così dal mondiale, non riuscendo a sfruttare la vittoria contro i tedeschi. Per Ghana e Australia i punti sono uguali, ma la differenza reti premia la compagine africana che si qualifica per il secondo mondiale di fila agli ottavi di finale.

#### Gruppo E

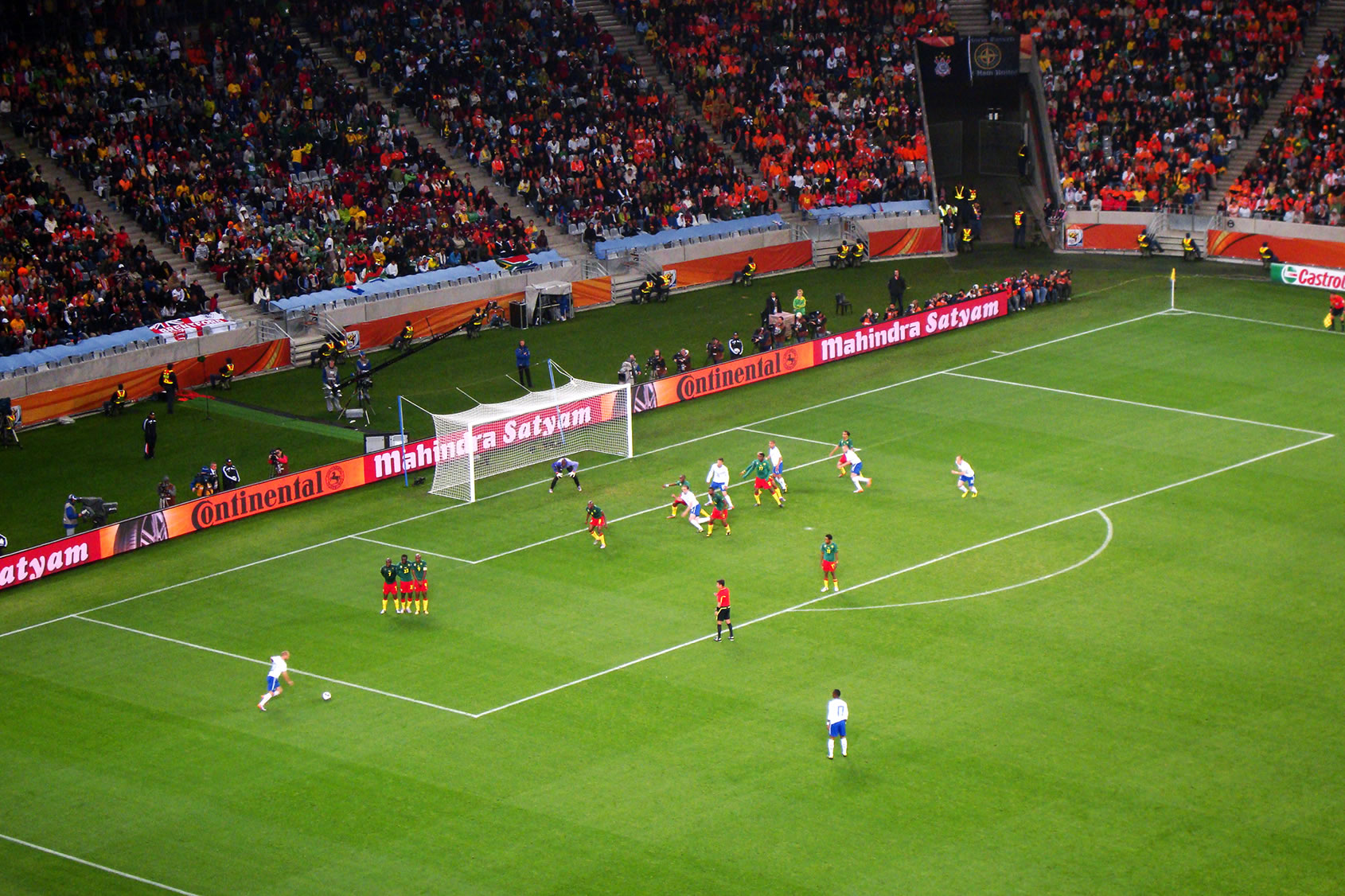
Calcio di punizione di Sneijder, in -, ultima gara del girone E.

Alla prima partita i Paesi Bassi affrontano la Danimarca. Gli orange giocano bene e vengono premiati: un'autorete di Daniel Agger al 46' e un gol di Dirk Kuijt all'85' bastano per sconfiggere l'avversario. Il Giappone batte a sorpresa il Camerun di Samuel Eto'o 1-0, rete di Keisuke Honda al 39'. Nella seconda giornata, l'Olanda stende il Giappone con una rete di Wesley Sneijder, mentre il Camerun esce matematicamente perdendo 2-1 con la compagine danese dopo essere andato in vantaggio al 10' con il bomber Eto'o, per essere raggiunto con Bendtner al 33' e superato con Rommedahl al 61'.
Nell'ultima giornata, il Camerun chiude il suo mondiale senza punti perdendo 2-1 con l'Olanda, reti di Robin van Persie e di Klaas-Jan Huntelaar per gli orange e Samuel Eto'o su rigore per i camerunesi. La Danimarca viene eliminata dal Giappone che la batte per 3-1 grazie alle due reti su punizione di Honda al 17' e di Endō al 30'. Per gli asiatici dopodiché è l'attaccante Okazaki che all'87' segna il terzo gol, dopo che all'81' Jon Dahl Tomasson aveva segnato per la Danimarca ribattendo una respinta del portiere nipponico Kawashima su un rigore da lui stesso tirato.

#### Gruppo F

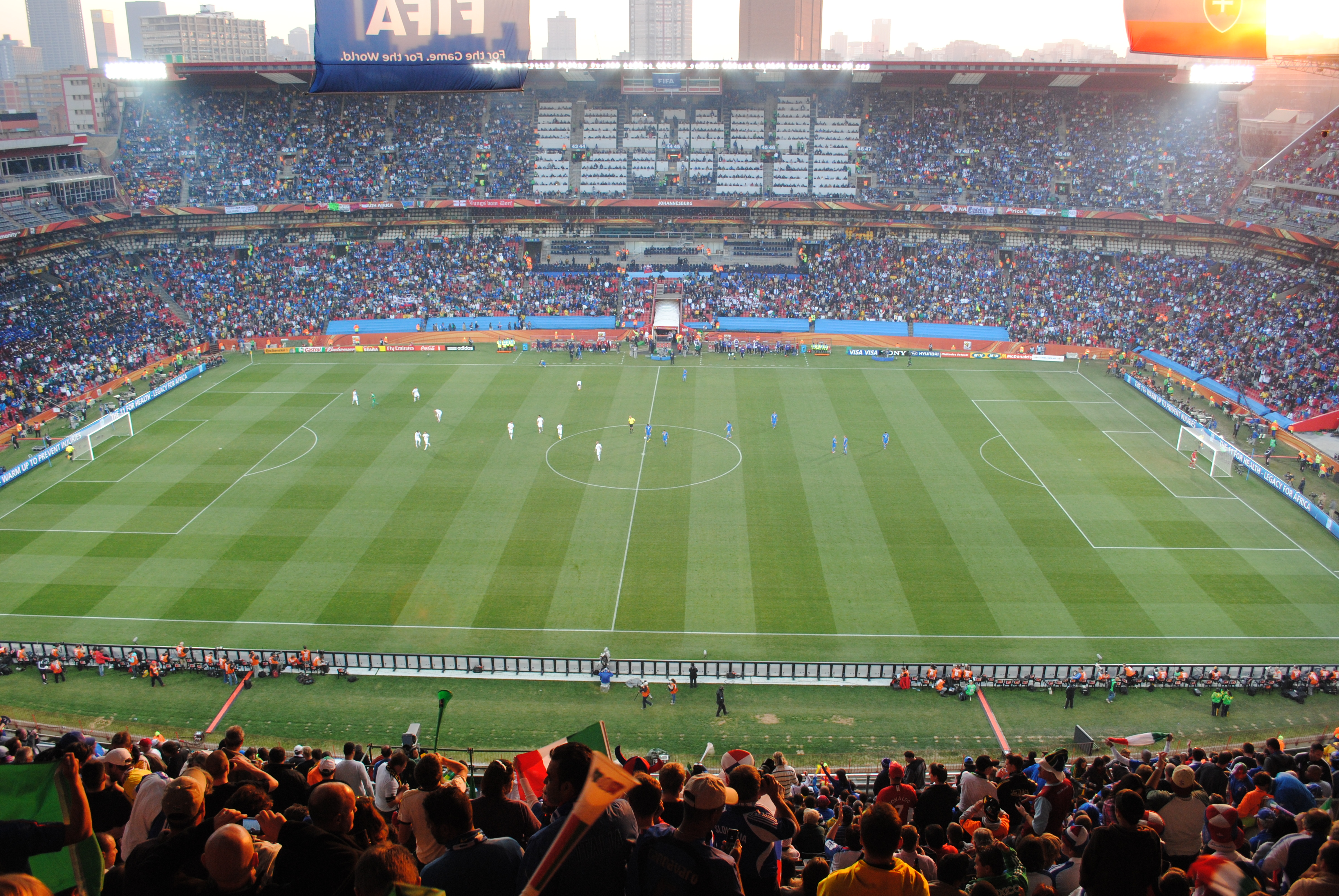
Una visuale di Ellis Park, teatro della clamorosa eliminazione dei campioni del mondo in carica dell' ad opera dell'esordiente.

L'Italia campione del mondo in carica affronta il Paraguay nella prima partita del girone. Finisce 1-1: dopo il vantaggio paraguaiano al 39' con Antolín Alcaraz, risponde l'Italia al 63' con Daniele De Rossi, anche a causa di una deviazione avversaria e di un'incertezza del portiere paraguayano. Nell'altra partita, la Nuova Zelanda si salva per un soffio, infatti dopo il vantaggio della Slovacchia al 50' con Róbert Vittek, i neozelandesi segnano in pieno recupero al 93' con Winston Reid il gol del pari. Nella seconda giornata, l'Italia soffre poiché la Nuova Zelanda segna al 7' con Shane Smeltz, a cui l'Italia risponderà al 29' con Vincenzo Iaquinta su rigore. Intanto, Slovacchia-Paraguay termina con il risultato netto di 0-2, con gol di Vera al 27' e di Riveros all'86'.
Nell'ultima giornata, l'Italia perde 3-2 con la Slovacchia in una partita dominata dagli esordienti ai Mondiali, che si portano sul 2-0 (doppietta di Vittek); poi l'Italia riesce a segnare con Antonio Di Natale ma la Slovacchia risponde dopo pochi minuti con il 3-1 di Kamil Kopúnek. Nel finale Fabio Quagliarella (che sul 2-1 aveva subito l'annullamento di una rete per fuorigioco) accorcia lo svantaggio. Il Paraguay e la Nuova Zelanda pareggiano 0-0: passano quindi paraguaiani e slovacchi mentre italiani e neozelandesi sono eliminati.

#### Gruppo G

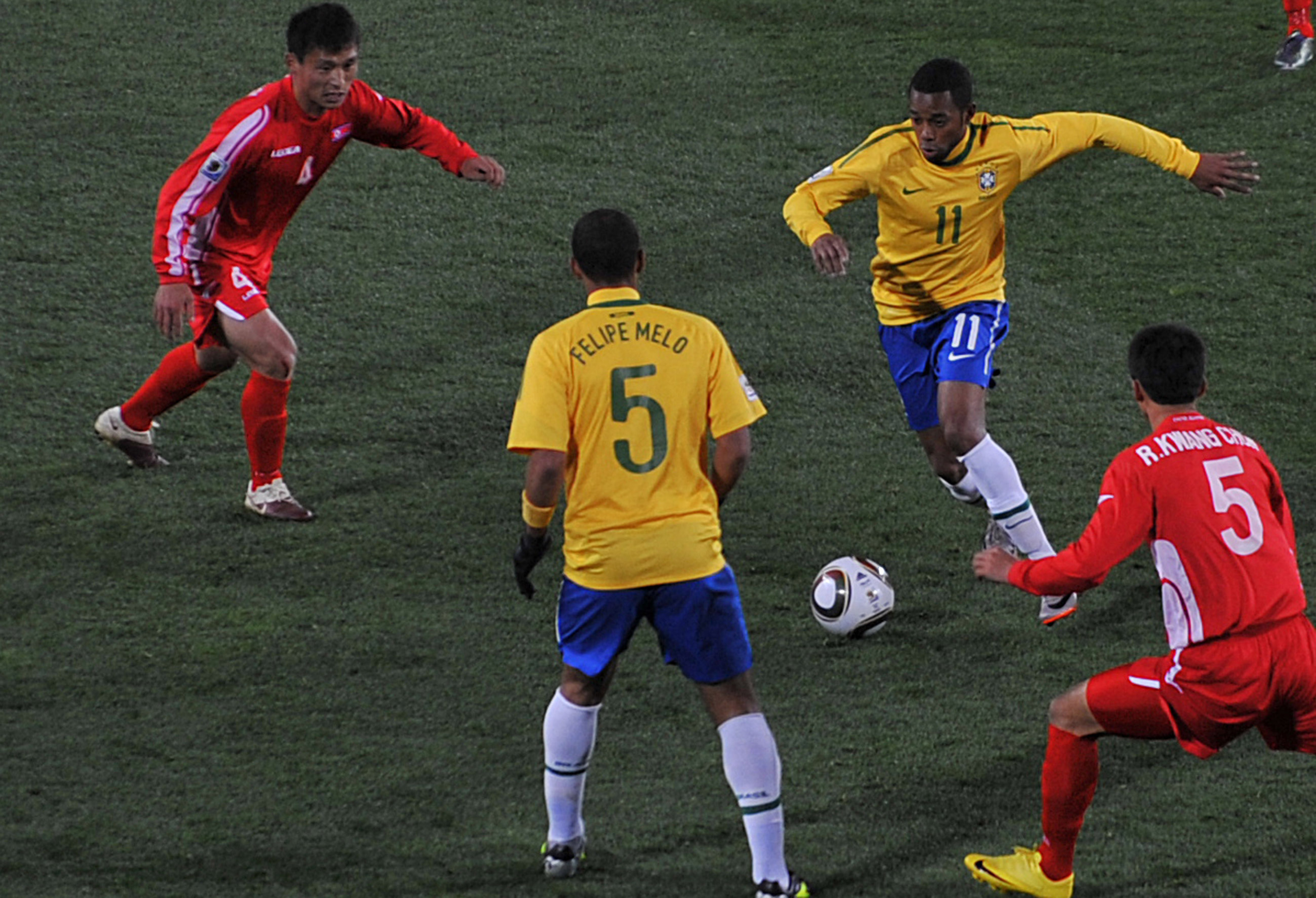
Il contro la, gara terminata 2-1 per i verdeoro.

La prima partita vede schierarsi contro Costa d'Avorio e Portogallo, che non si fanno male e  la partita termina sul risultato di 0-0. In serata la Corea del Nord, che partiva sfavorita, tiene testa al Brasile per tutto il primo tempo, ma nel secondo tempo prima Maicon al 55' e poi Elano al 72' portano la Seleçao sul 2-0, vantaggio dimezzato dalla rete di Ji Yun-Nam all'89'. Nella seconda giornata, il Brasile sconfigge anche la Costa d'Avorio 3-1, con una doppietta di Luis Fabiano e un gol di Elano, mentre per gli africani segna Didier Drogba al 79'. Il Portogallo sommerge di gol la Corea sconfiggendola 7-0. Nella giornata finale, il Portogallo e il Brasile pareggiano 0-0 garantendosi entrambi il passaggio del turno, mentre la Corea perde nuovamente, sconfitta dalla Costa d'Avorio per 3-0.

#### Gruppo H

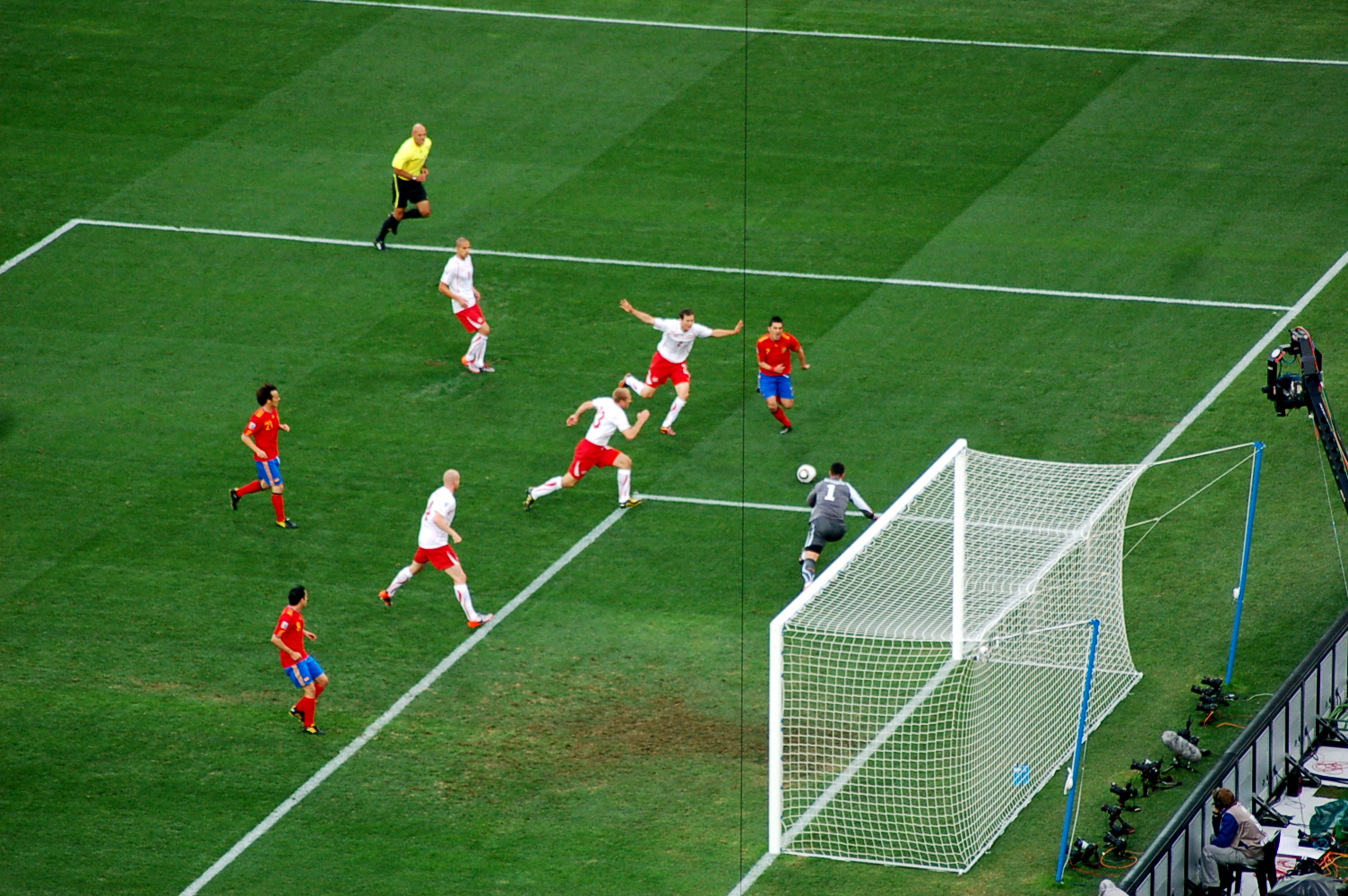
La prima grande sorpresa del mondiale avviene a Durban, quando i campioni d'Europa in carica perdono 1-0 contro la.

La prima partita del gruppo H vede contro la Spagna campione d'Europa in carica e la Svizzera. La vittoria va inaspettatamente agli elvetici, con un gol di Gelson Fernandes. Nell'altra partita, il Cile batte l'Honduras sempre per 1-0, con una rete dell'attaccante Jean Beausejour. Nella seconda giornata, il Cile continua a vincere, sconfiggendo la Svizzera per 1-0, rete di Mark González al 75', mentre la Spagna regola l'Honduras 2-0, grazie a una doppietta di David Villa. Nel turno finale il Cile perde 2-1 con la Spagna, dando così alla Svizzera la possibilità di qualificarsi in caso di vittoria con l'Honduras, ma gli elvetici non vanno oltre un pareggio a reti inviolate, venendo eliminati dal mondiale con tanti rimpianti. Passa invece il Cile, che si qualifica secondo dietro alle Furie Rosse.

### Fase a eliminazione diretta

#### Ottavi di finale

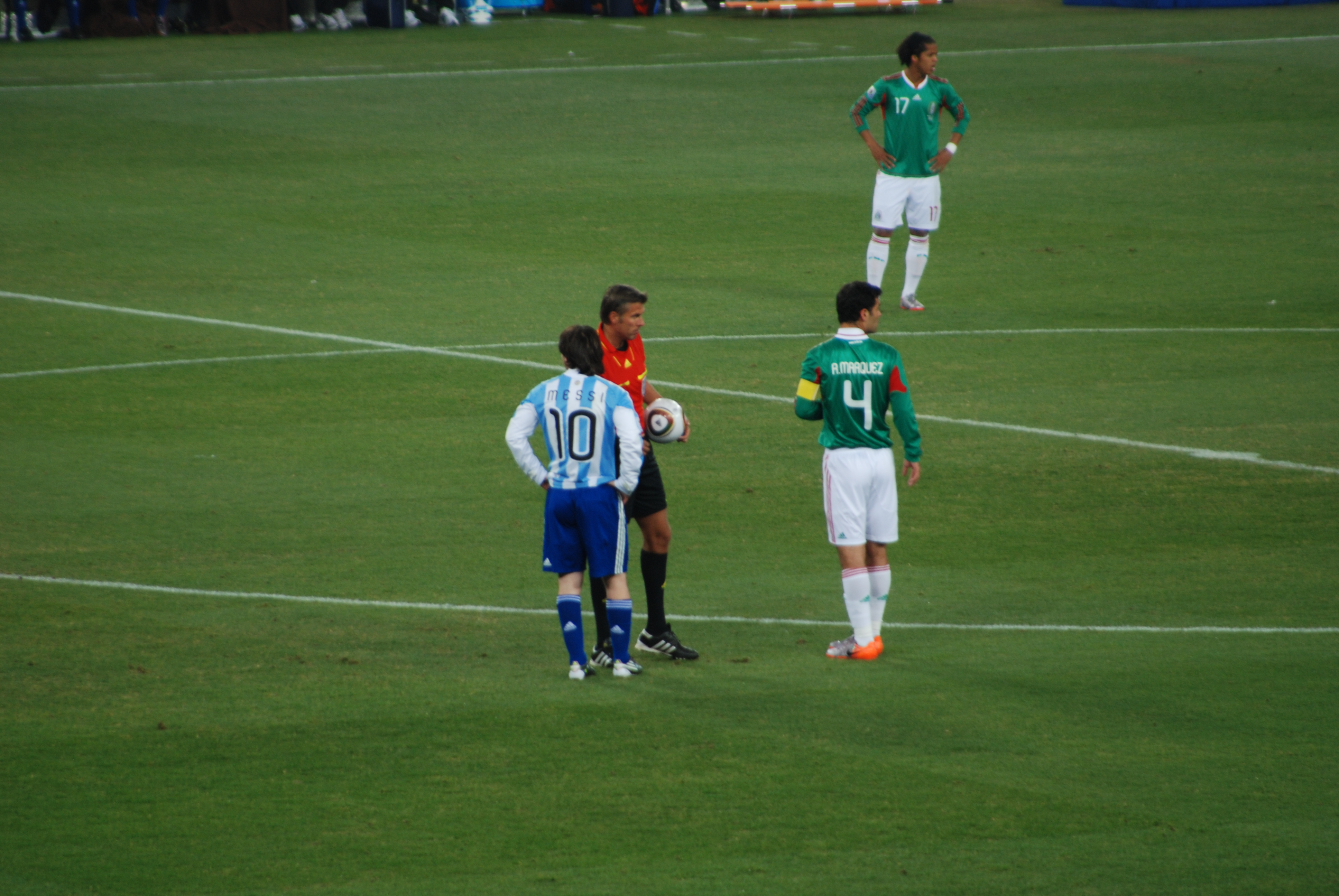
Messi e Márquez a colloquio con l'arbitro Rosetti durante l'ottavo contro.

Gli ottavi abbinano Uruguay-Corea del Sud, Stati Uniti-Ghana, Paesi Bassi-Slovacchia, Brasile-Cile, Argentina-Messico, Germania-Inghilterra, Paraguay-Giappone e Spagna-Portogallo. Il primo ottavo è molto combattuto e l'Uruguay lo conclude solo all'80' quando Suarez segna il gol del 2-1 finale (lui aveva già segnato il gol dell'1-0, mentre per la Corea aveva segnato Lee Chung-Yong). Nel secondo si conclude ai supplementari, infatti i regolamentari si sono conclusi sul 1-1 (rete di Kevin-Prince Boateng al 5' e Donovan al 62' su rigore), il Ghana si aggiudica la partita perché il solito Gyan segna al 93'. Olanda-Slovacchia si conclude rapidamente, gli orange segnano due reti e il gol su rigore di Vittek al 94' serve solo ad accorciare le distanze. Stessa storia per Brasile-Cile: i verde-oro dominano la partita e vincono 3-0. Argentina-Messico si conclude sul 3-1, platensi che raggiungono il 3-0 e Hernandez segna al 75' l'inutile gol della bandiera messicano.
Germania-Inghilterra, invece, è famosa per il clamoroso errore arbitrale del direttore di gioco Jorge Larrionda che nel primo tempo, con l'Inghilterra in rimonta dal 2-0 (reti di Miroslav Klose al 20' e Lukas Podolski al 32' per i tedeschi e Matthew Upson al 37' per i leoni inglesi) non convalida il gol netto di Frank Lampard con il pallone che, dopo aver battuto sulla traversa e oltre la linea di porta, torna in campo. Nel secondo tempo, con gli inglesi sbilanciati ancora a caccia del pareggio Thomas Müller si scatena e segna una doppietta, risultato finale: 4-1 per la compagine tedesca. Giappone-Paraguay si conclude addirittura ai rigori e l'errore del terzino destro giapponese Komano è decisivo per l'eliminazione degli asiatici. Nel derby iberico che chiude gli ottavi ci pensa Villa a concludere la partita con un gol in leggero fuorigioco; nel primo tempo non venne sanzionato un fallo in area di rigore su Fernando Torres.

#### Quarti di finale

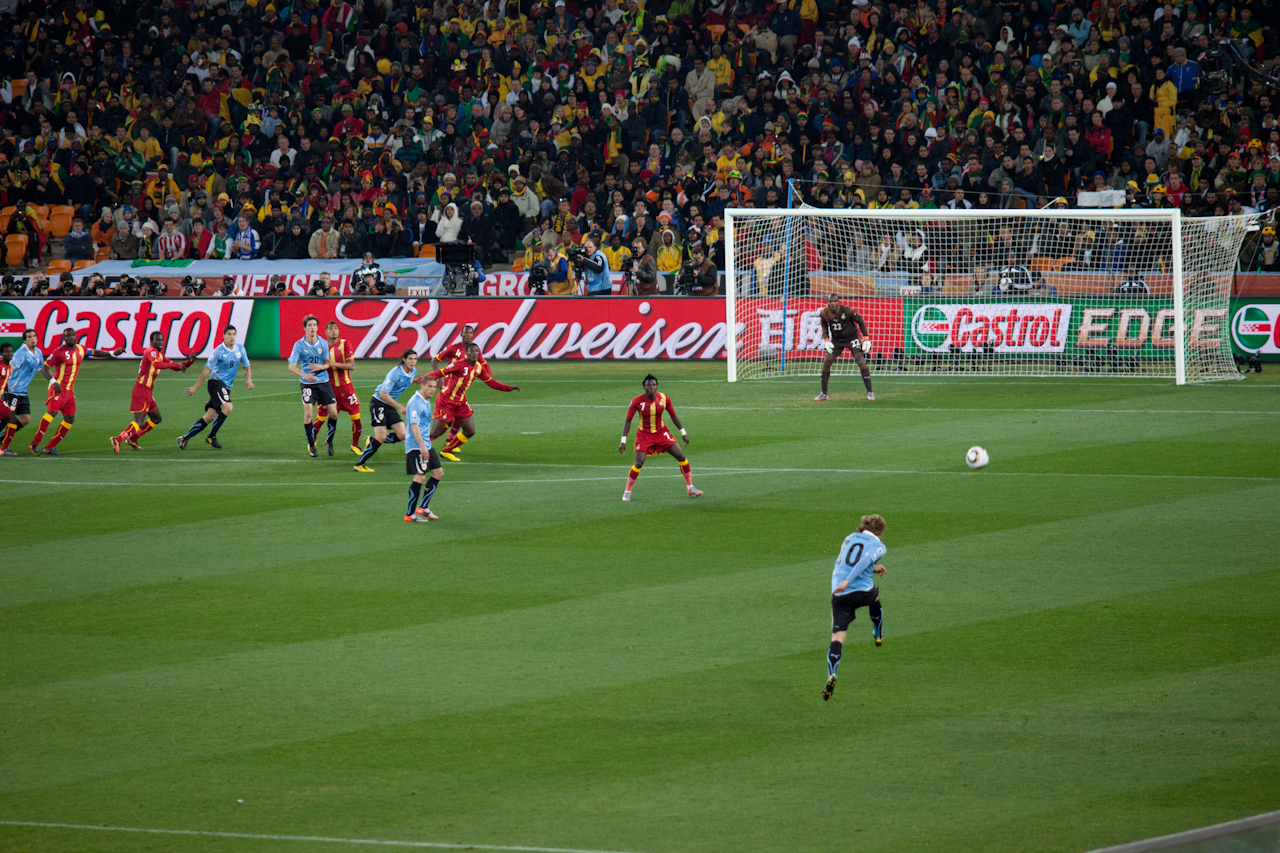
Punizione di Forlán nella gara contro il, vinta dai sudamericani ai calci di rigore.

I quarti hanno nel loro repertorio delle sfide davvero interessanti tra cui Paesi Bassi-Brasile e Germania-Argentina. Il primo quarto vede di fronte il big match Olanda-Brasile. Al 10' Robinho porta in vantaggio i Verdeoro, raccogliendo il passaggio verticale di Felipe Melo che pesca l'attaccante in una voragine difensiva arancione e di prima intenzione scocca il destro dell'1-0. Brasile in vantaggio. Ma nel secondo tempo, sorpresa, Sneijder segna prima al 53' poi al 68', ribaltando il risultato. Il primo gol arriva su un innocuo cross dalla destra di Sneijder, con Felipe Melo che si scontra con Júlio César e tocca la palla nella sua porta. Il secondo gol dell'Olanda avviene su azione d'angolo. Corner tagliato dalla destra di Robben, sponda di testa di Kuyt, e Sneijder, abbandonato da Felipe Melo, di testa trova il 2-1. Il Brasile è così clamorosamente eliminato, mentre l'Olanda approda in semifinale.
Per il secondo quarto si sfidano Uruguay e Ghana, che è arrivato per la prima volta tra le prime otto. Al 47' Muntari recupera palla a centrocampo, se la porta sul sinistro e da 35 metri calcia a tutta potenza, beffando Muslera. Otto minuti dopo Forlán calcia forte una punizione dalla sinistra l'effetto è a uscire, il portiere non ci arriva e il risultato torna in parità. Si va allora ai tempi supplementari, quando la partita si infiamma e diventa incredibile: negli ultimi minuti prima dei rigori, su corner Mensah colpisce di testa, Muslera esce a vuoto e la palla viene respinta dalla porta da Suarez, che la prende con le mani; l'arbitro espelle l'attaccante e concede calcio di rigore al 120' per il Ghana, che potrebbe scrivere la storia per le africane, ma il cannoniere dei ghanesi Gyan calcia potente e centrale ed il pallone colpisce la traversa. Alla lotteria dei rigori Mensah sbaglia e sembra condannare la sua squadra, ma l'errore di Pereira riporta la parità; il Ghana però fallisce ancora con Adiyiah e il risultato è 3-2 per la Celeste: il gol di Abreu, fatto con un "cucchiaio", porta l'Uruguay in semifinale dopo 40 anni (l'ultima volta fu a Messico '70).

Il gol di Müller nella partita vinta per 4-0 ai quarti di finale contro l'.

L'Argentina di Maradona, nel terzo quarto, viene travolta dalla Germania per 4-0; questo è stato il quarto di finale con più titoli mondiali in campo, tre per i tedeschi, due per gli argentini. In vantaggio con Muller già al 3' su distrazione della difesa dell'Argentina, la squadra tedesca ha chiuso i conti nella ripresa con le altre reti di Klose al 23' e di Friedrich al 29', dopo ottime azioni corali dei teutonici. Il quarto gol, ancora di Klose, al 44', al volo su azione di contropiede, è la ciliegina sulla torta per i panzer. Spagna-Paraguay sembra una partita facile per le Furie Rosse, ma i biancorossi si difendono bene chiudendo tutti gli spazi. Nel secondo tempo cambia la gara: Piqué fa fallo da rigore su Cardozo, ma lo stesso attaccante si fa parare il tiro da Casillas. Un minuto dopo, sul ribaltamento di fronte, calcio di rigore per la Spagna e trasformazione affidata a Xabi Alonso: il centrocampista segna, ma l'arbitro fa ripetere; al secondo tentativo il portiere Villar respinge il tiro. Si rimane sullo 0-0 fino a 7 minuti dalla fine, quando Villa segna il gol dell'1-0 finale, raccogliendo il pallone sul palo, dopo un tiro di Pedro. La Spagna è così, per la prima volta nella sua Storia, in semifinale.

#### Semifinali

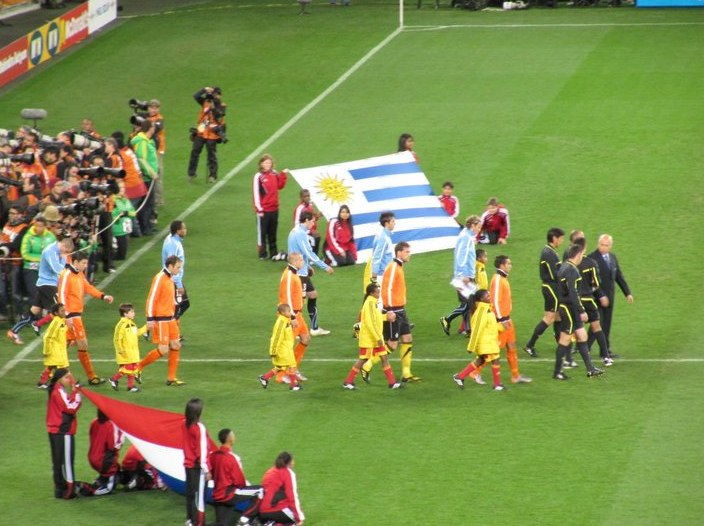
L'ingresso in campo di e, gara che vedrà gli oranje approdare in finale.

Le due semifinali mettono di fronte Uruguay-Paesi Bassi e Germania-Spagna. Nella prima semifinale, disputata il 6 luglio 2010 allo stadio di Città del Capo, i Paesi Bassi vincono la partita 3–2, qualificandosi così per la finale per la prima volta dai mondiali del 1978. I sudamericani adottano una posizione difensiva all'inizio della partita, ma riescono a tenere gli avversari a zero reti solo per 18 minuti, fin quando il capitano olandese Giovanni van Bronckhorst riesce a segnare da 35 metri nell'angolo in alto a destra della porta. Tuttavia, i Paesi Bassi non sono in grado di capitalizzare il proprio vantaggio, poiché Diego Forlán pareggia al 41 '(1–1) quando il suo tiro da 25 metri colpito esattamente al centro della porta è stato valutato male dal portiere Maarten Stekelenburg che lo ha mancato di pochi millimetri. I Paesi Bassi ritornano in vantaggio nella ripresa, quando un passaggio di Rafael van der Vaart raggiunge Wesley Sneijder che trafigge Fernando Muslera che si è tuffato e lo ha mancato di pochi centimetri. Tre minuti dopo, Kuyt incrocia per Robben, che segna di testa per il 3-1. I Paesi Bassi si spaventano nel finale quando Maxi Pereira, che ha fallito un rigore contro il Ghana, sigla un calcio di punizione nei minuti di recupero; tuttavia, la partita finisce 3–2 nonostante i disperati tentativi uruguaiani di pareggiare. Dopo la partita, l'allenatore dell'Uruguay Óscar Tabárez si è detto orgoglioso del fatto che la sua squadra ha raggiunto le semifinali.
Nell'altra semifinale, la Spagna trionfa 1-0 contro la Germania, in una sorta di riedizione della finale dell'Europeo di due anni prima. Si tratta della prima volta che le Furie Rosse arrivavano in finale ai mondiali, mentre per il secondo campionato del mondo consecutivo la Germania perde in semifinale, dopo la sconfitta casalinga contro l'Italia quattro anni prima. La Spagna ha la maggior parte del possesso palla per tutta la partita, con la Germania che adotta una struttura difensiva serrata. I teutonici creano occasioni in contropiede, ma anche la Spagna va vicina al gol in numerose occasioni in ogni tempo. La partita rimane bloccata sullo 0-0 fino al 73', quando alla Spagna viene assegnato un corner. Il corner, battuto da Xavi, è stato raccolto da Carles Puyol, che ha colpito di testa la palla in rete. Successivamente, la Spagna difende il vantaggio e ottiene la vittoria.

#### Finale per il terzo posto
La finalina per il terzo e quarto posto si gioca tra Uruguay e Germania il 10 luglio 2010 al Nelson Mandela Bay Stadium di Port Elizabeth e vede vincere i teutonici per 3-2. La Germania prima passa in vantaggio con Müller poi subisce le reti di Edinson Cavani e Forlán; nel secondo tempo Marcell Jansen e Sami Khedira ribaltano il punteggio sul definitivo 3-2, l'Uruguay ha l'occasione di pareggiare con una punizione di Forlán all'ultimo minuto, ma il pallone si ferma sulla traversa. Si tratta dell'ottava coppa del mondo consecutiva in cui squadre europee arrivano terze ed è anche la seconda volta di fila che la Germania conquista la medaglia di bronzo.

#### Finale

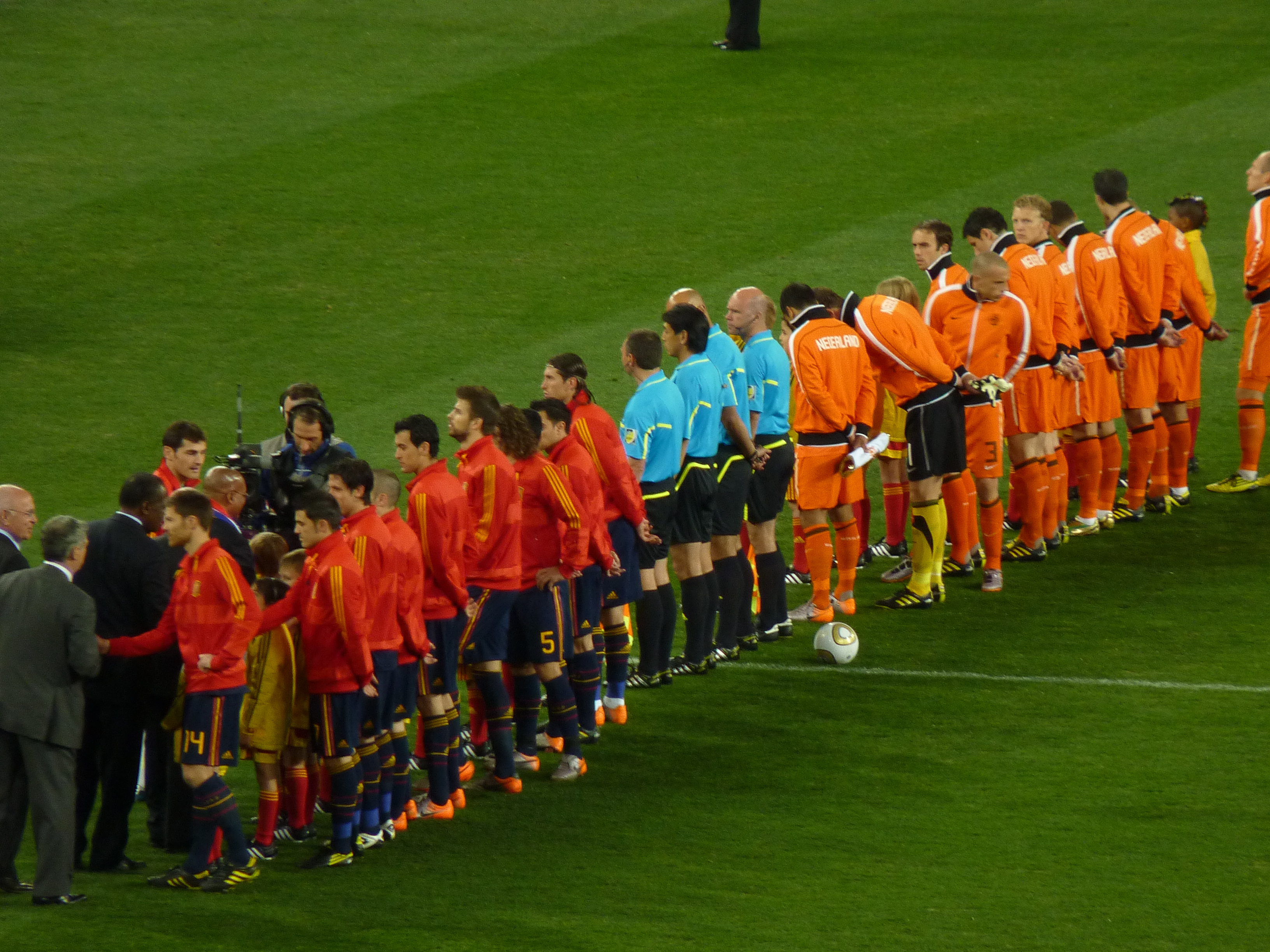
e schierate prima dell'inizio

Al Soccer City di Johannesburg, Spagna e Paesi Bassi si affrontano per la Coppa in una finale inedita: entrambe le squadre non hanno mai vinto un mondiale ma, mentre gli Oranje hanno già disputato due finali, per le Furie Rosse si tratta invece della prima volta. L'incontro non si sblocca – le occasioni migliori capitano sui piedi di Arjen Robben, che non le capitalizza, grazie anche alle parate di Iker Casillas – e finisce nel corso dei supplementari quando la Spagna, in superiorità numerica per l'espulsione di John Heitinga, trova la rete dell'1-0 con Andrés Iniesta (che poi omaggia Dani Jarque) al 116° minuto.
Gli iberici così si laureano per la prima volta nella loro storia campioni del mondo; inoltre, la Spagna è la prima nazione europea a vincere un mondiale non disputato nel Vecchio Continente. Nei precedenti mondiali tenutisi fuori dall'Europa a vincere erano state nazioni sudamericane. Si tratta anche la prima nazionale dal 1978 a trionfare ad un campionato mondiale dopo aver perso una partita nella fase a gironi. Come risultato della loro vittoria, la Roja ottiene la possibilità di partecipare alla FIFA Confederations Cup 2013.

## Risultati

### Fase a gironi

#### Gruppo A

##### Classifica
| Pos. | Squadra   | Pt | G | V | N | P | GF | GS | DR |
| ---- | --------- | -- | - | - | - | - | -- | -- | -- |
| 1.   | Uruguay   | 7  | 3 | 2 | 1 | 0 | 4  | 0  | +4 |
| 2.   | Messico   | 4  | 3 | 1 | 1 | 1 | 3  | 2  | +1 |
| 3.   | Sudafrica | 4  | 3 | 1 | 1 | 1 | 3  | 5  | -2 |
| 4.   | Francia   | 1  | 3 | 0 | 1 | 2 | 1  | 4  | -3 |

##### Incontri
| Arbitro: | Irmatov |

|                |           |             |
| Tshabalala 55’ | Marcatori | 79’ Márquez |

| Città del Capo 11 giugno 2010, ore 20:30 UTC+2 Incontro 2 | Uruguay   | 0 – 0 referto | Francia | Green Point Stadium (64 100 spett.)\| Arbitro: \| Nishimura \| |
| Arbitro:                                                  | Nishimura |               |         |                                                                |

| Arbitro: | Busacca |

|  |           |                                      |
|  | Marcatori | 25’, 80’ (rig.) Forlán 90+5’ Pereira |

| Arbitro: | Al Ghamdi |

|  |           |                                 |
|  | Marcatori | 64’ Hernández 79’ (rig.) Blanco |

| Arbitro: | Kassai |

|  |           |            |
|  | Marcatori | 43’ Suárez |

| Arbitro: | Ruiz |

|             |           |                        |
| Malouda 70’ | Marcatori | 20’ Khumalo 37’ Mphela |

#### Gruppo B

##### Classifica
| Pos. | Squadra       | Pt | G | V | N | P | GF | GS | DR |
| ---- | ------------- | -- | - | - | - | - | -- | -- | -- |
| 1.   | Argentina     | 9  | 3 | 3 | 0 | 0 | 7  | 1  | +6 |
| 2.   | Corea del Sud | 4  | 3 | 1 | 1 | 1 | 5  | 6  | -1 |
| 3.   | Grecia        | 3  | 3 | 1 | 0 | 2 | 2  | 5  | -3 |
| 4.   | Nigeria       | 1  | 3 | 0 | 1 | 2 | 3  | 5  | -2 |

##### Incontri
| Arbitro: | Hester |

|                                  |           |  |
| Lee Jung-Soo 7’ Park Ji-sung 52’ | Marcatori |  |

| Arbitro: | Stark |

|           |           |  |
| Heinze 6’ | Marcatori |  |

| Arbitro: | De Bleeckere |

|                                                 |           |                       |
| Park Chu-Young 17’ (aut.) Higuaín 33’, 76’, 80’ | Marcatori | 45'+1’ Lee Chung-Yong |

| Arbitro: | Ruiz |

|                               |           |          |
| Salpingidis 44’ Torosidis 71’ | Marcatori | 16’ Uche |

| Arbitro: | Benquerença |

|                            |           |                                     |
| Uche 12’ Yakubu 69’ (rig.) | Marcatori | 38’ Lee Jung-Soo 49’ Park Chu-Young |

| Arbitro: | Irmatov |

|  |           |                            |
|  | Marcatori | 77’ Demichelis 89’ Palermo |

#### Gruppo C

##### Classifica
| Pos. | Squadra     | Pt | G | V | N | P | GF | GS | DR |
| ---- | ----------- | -- | - | - | - | - | -- | -- | -- |
| 1.   | Stati Uniti | 5  | 3 | 1 | 2 | 0 | 4  | 3  | +1 |
| 2.   | Inghilterra | 5  | 3 | 1 | 2 | 0 | 2  | 1  | +1 |
| 3.   | Slovenia    | 4  | 3 | 1 | 1 | 1 | 3  | 3  | 0  |
| 4.   | Algeria     | 1  | 3 | 0 | 1 | 2 | 0  | 2  | -2 |

##### Incontri
| Arbitro: | Simon |

|            |           |             |
| Gerrard 4’ | Marcatori | 40’ Dempsey |

| Arbitro: | Batres |

|  |           |           |
|  | Marcatori | 79’ Koren |

| Arbitro: | Coulibaly |

|                           |           |                         |
| Birsa 13’ Ljubijankič 42’ | Marcatori | 48’ Donovan 82’ Bradley |

| Città del Capo 18 giugno 2010, ore 20:30 UTC+2 Incontro 23 | Inghilterra | 0 – 0 referto | Algeria | Green Point Stadium (64 100 spett.)\| Arbitro: \| Irmatov \| |
| Arbitro:                                                   | Irmatov     |               |         |                                                              |

| Arbitro: | Stark |

|  |           |           |
|  | Marcatori | 23’ Defoe |

| Arbitro: | De Bleeckere |

|               |           |  |
| Donovan 90+1’ | Marcatori |  |

#### Gruppo D

##### Classifica
| Pos. | Squadra   | Pt | G | V | N | P | GF | GS | DR |
| ---- | --------- | -- | - | - | - | - | -- | -- | -- |
| 1.   | Germania  | 6  | 3 | 2 | 0 | 1 | 5  | 1  | +4 |
| 2.   | Ghana     | 4  | 3 | 1 | 1 | 1 | 2  | 2  | 0  |
| 3.   | Australia | 4  | 3 | 1 | 1 | 1 | 3  | 6  | -3 |
| 4.   | Serbia    | 3  | 3 | 1 | 0 | 2 | 2  | 3  | -1 |

##### Incontri
| Arbitro: | Baldassi |

|  |           |                 |
|  | Marcatori | 85’ (rig.) Gyan |

| Arbitro: | Rodríguez |

|                                            |           |  |
| Podolski 8’ Klose 26’ Müller 68’ Cacau 70’ | Marcatori |  |

| Arbitro: | Undiano Mallenco |

|  |           |               |
|  | Marcatori | 38’ Jovanović |

| Arbitro: | Rosetti |

|                 |           |            |
| Gyan 25’ (rig.) | Marcatori | 11’ Holman |

| Arbitro: | Simon |

|  |           |          |
|  | Marcatori | 60’ Özil |

| Arbitro: | Larrionda |

|                       |           |              |
| Cahill 69’ Holman 73’ | Marcatori | 84’ Pantelić |

#### Gruppo E

##### Classifica
| Pos. | Squadra     | Pt | G | V | N | P | GF | GS | DR |
| ---- | ----------- | -- | - | - | - | - | -- | -- | -- |
| 1.   | Paesi Bassi | 9  | 3 | 3 | 0 | 0 | 5  | 1  | +4 |
| 2.   | Giappone    | 6  | 3 | 2 | 0 | 1 | 4  | 2  | +2 |
| 3.   | Danimarca   | 3  | 3 | 1 | 0 | 2 | 3  | 6  | -3 |
| 4.   | Camerun     | 0  | 3 | 0 | 0 | 3 | 2  | 5  | -3 |

##### Incontri
| Arbitro: | Lannoy |

|                            |           |  |
| Agger 46’ (aut.) Kuijt 85’ | Marcatori |  |

| Arbitro: | Benquerença |

|           |           |  |
| Honda 39’ | Marcatori |  |

| Arbitro: | Baldassi |

|              |           |  |
| Sneijder 53’ | Marcatori |  |

| Arbitro: | Larrionda |

|           |           |                            |
| Eto'o 10’ | Marcatori | 33’ Bendtner 61’ Rommedahl |

| Arbitro: | Damon |

|              |           |                                |
| Tomasson 81’ | Marcatori | 17’ Honda 30’ Endō 87’ Okazaki |

| Arbitro: | Pozo |

|                  |           |                              |
| Eto'o 65’ (rig.) | Marcatori | 36’ van Persie 84’ Huntelaar |

#### Gruppo F

##### Classifica
| Pos. | Squadra       | Pt | G | V | N | P | GF | GS | DR |
| ---- | ------------- | -- | - | - | - | - | -- | -- | -- |
| 1.   | Paraguay      | 5  | 3 | 1 | 2 | 0 | 3  | 1  | +2 |
| 2.   | Slovacchia    | 4  | 3 | 1 | 1 | 1 | 4  | 5  | -1 |
| 3.   | Nuova Zelanda | 3  | 3 | 0 | 3 | 0 | 2  | 2  | 0  |
| 4.   | Italia        | 2  | 3 | 0 | 2 | 1 | 4  | 5  | -1 |

##### Incontri
| Arbitro: | Archundia |

|              |           |             |
| De Rossi 63’ | Marcatori | 39’ Alcaraz |

| Arbitro: | Damon |

|            |           |            |
| Reid 90+3’ | Marcatori | 50’ Vittek |

| Arbitro: | Maillet |

|  |           |                      |
|  | Marcatori | 27’ Vera 86’ Riveros |

| Arbitro: | Batres |

|                     |           |           |
| Iaquinta 29’ (rig.) | Marcatori | 7’ Smeltz |

| Arbitro: | Webb |

|                             |           |                                  |
| Vittek 25’, 73’ Kopúnek 89’ | Marcatori | 81’ Di Natale 90+2’ Quagliarella |

| Polokwane 24 giugno 2010, ore 16:00 UTC+2 Incontro 42 | Paraguay  | 0 – 0 referto | Nuova Zelanda | Peter Mokaba Stadium (34 850 spett.)\| Arbitro: \| Nishimura \| |
| Arbitro:                                              | Nishimura |               |               |                                                                 |

#### Gruppo G

##### Classifica
| Pos. | Squadra        | Pt | G | V | N | P | GF | GS | DR  |
| ---- | -------------- | -- | - | - | - | - | -- | -- | --- |
| 1.   | Brasile        | 7  | 3 | 2 | 1 | 0 | 5  | 2  | +3  |
| 2.   | Portogallo     | 5  | 3 | 1 | 2 | 0 | 7  | 0  | +7  |
| 3.   | Costa d'Avorio | 4  | 3 | 1 | 1 | 1 | 4  | 3  | +1  |
| 4.   | Corea del Nord | 0  | 3 | 0 | 0 | 3 | 1  | 12 | -11 |

##### Incontri
| Nelson Mandela Bay / Port Elizabeth 15 giugno 2010, ore 16:00 UTC+2 Incontro 13 | Costa d'Avorio | 0 – 0 referto | Portogallo | Nelson Mandela Bay Stadium (37 034 spett.)\| Arbitro: \| Larrionda \| |
| Arbitro:                                                                        | Larrionda      |               |            |                                                                       |

| Arbitro: | Kassai |

|                      |           |                |
| Maicon 55’ Elano 72’ | Marcatori | 89’ Ji Yun-Nam |

| Arbitro: | Lannoy |

|                                 |           |            |
| Luís Fabiano 25’, 50’ Elano 62’ | Marcatori | 79’ Drogba |

| Arbitro: | Pozo |

|                                                                           |           |  |
| Meireles 29’ Simão 53’ Almeida 56’ Tiago 60’, 89’ Liédson 81’ Ronaldo 87’ | Marcatori |  |

| Durban 25 giugno 2010, ore 16:00 UTC+2 Incontro 45 | Portogallo | 0 – 0 referto | Brasile | Moses Mabhida Stadium (62 712 spett.)\| Arbitro: \| Archundia \| |
| Arbitro:                                           | Archundia  |               |         |                                                                  |

| Arbitro: | Undiano Mallenco |

|  |           |                                      |
|  | Marcatori | 14’ Yaya Touré 20’ Romaric 82’ Kalou |

#### Gruppo H

##### Classifica
| Pos. | Squadra  | Pt | G | V | N | P | GF | GS | DR |
| ---- | -------- | -- | - | - | - | - | -- | -- | -- |
| 1.   | Spagna   | 6  | 3 | 2 | 0 | 1 | 4  | 2  | +2 |
| 2.   | Cile     | 6  | 3 | 2 | 0 | 1 | 3  | 2  | +1 |
| 3.   | Svizzera | 4  | 3 | 1 | 1 | 1 | 1  | 1  | 0  |
| 4.   | Honduras | 1  | 3 | 0 | 1 | 2 | 0  | 3  | -3 |

##### Incontri
| Arbitro: | Maillet |

|  |           |                |
|  | Marcatori | 34’ Beausejour |

| Arbitro: | Webb |

|  |           |               |
|  | Marcatori | 52’ Fernandes |

| Arbitro: | Al Ghamdi |

|              |           |  |
| González 75’ | Marcatori |  |

| Arbitro: | Nishimura |

|                |           |  |
| Villa 17’, 51’ | Marcatori |  |

| Arbitro: | Rodríguez |

|            |           |                       |
| Millar 47’ | Marcatori | 24’ Villa 37’ Iniesta |

| Bloemfontein 25 giugno 2010, ore 20:30 UTC+2 Incontro 48 | Svizzera | 0 – 0 referto | Honduras | Free State Stadium (28 042 spett.)\| Arbitro: \| Baldassi \| |
| Arbitro:                                                 | Baldassi |               |          |                                                              |

### Fase a eliminazione diretta

#### Tabellone
|  | Ottavi di finale | Ottavi di finale | Ottavi di finale |              |               | Quarti di finale | Quarti di finale | Quarti di finale |          |         | Semifinali | Semifinali | Semifinali |                           |                           | Finale                    | Finale | Finale |  |
|  |                  |                  |                  |              |               |                  |                  |                  |          |         |            |            |            |                           |                           |                           |        |        |  |
|  | 1A               | Uruguay          | 2                |              |               |                  |                  |                  |          |         |            |            |            |                           |                           |                           |        |        |  |
|  | 1A               | Uruguay          | 2                |              |               |                  |                  |                  |          |         |            |            |            |                           |                           |                           |        |        |  |
|  | 2B               | Corea del Sud    | 1                |              |               |                  |                  |                  |          |         |            |            |            |                           |                           |                           |        |        |  |
|  | 2B               | Corea del Sud    | 1                |              | Uruguay (dtr) | Uruguay (dtr)    | 1 (4)            |                  |          |         |            |            |            |                           |                           |                           |        |        |  |
|  |                  |                  |                  |              | Uruguay (dtr) | Uruguay (dtr)    | 1 (4)            |                  |          |         |            |            |            |                           |                           |                           |        |        |  |
|  |                  |                  | Ghana            | Ghana        | 1 (2)         |                  |                  |                  |          |         |            |            |            |                           |                           |                           |        |        |  |
|  | 1C               | Stati Uniti      | Ghana            | Ghana        | 1 (2)         | 1                |                  |                  |          |         |            |            |            |                           |                           |                           |        |        |  |
|  | 1C               | Stati Uniti      |                  |              |               |                  |                  |                  |          |         |            |            |            |                           |                           |                           |        |        |  |
|  | 2D               | Ghana            | 2                |              |               |                  |                  |                  |          |         |            |            |            |                           |                           |                           |        |        |  |
|  | 2D               | Ghana            | 2                |              | Uruguay       | Uruguay          | 2                |                  |          |         |            |            |            |                           |                           |                           |        |        |  |
|  |                  |                  |                  |              |               |                  |                  |                  |          |         |            |            |            |                           |                           |                           |        |        |  |
|  |                  |                  | Paesi Bassi      | Paesi Bassi  | 3             |                  |                  |                  |          |         |            |            |            |                           |                           |                           |        |        |  |
|  | 1E               | Paesi Bassi      | Paesi Bassi      | Paesi Bassi  | 3             | 2                |                  |                  |          |         |            |            |            |                           |                           |                           |        |        |  |
|  | 1E               | Paesi Bassi      |                  |              |               |                  |                  |                  |          |         |            |            |            |                           |                           |                           |        |        |  |
|  | 2F               | Slovacchia       | 1                |              |               |                  |                  |                  |          |         |            |            |            |                           |                           |                           |        |        |  |
|  | 2F               | Slovacchia       | 1                |              | Paesi Bassi   | Paesi Bassi      | 2                |                  |          |         |            |            |            |                           |                           |                           |        |        |  |
|  |                  |                  |                  |              | Paesi Bassi   | Paesi Bassi      | 2                |                  |          |         |            |            |            |                           |                           |                           |        |        |  |
|  |                  |                  | Brasile          | Brasile      | 1             |                  |                  |                  |          |         |            |            |            |                           |                           |                           |        |        |  |
|  | 1G               | Brasile          | Brasile          | Brasile      | 1             | 3                |                  |                  |          |         |            |            |            |                           |                           |                           |        |        |  |
|  | 1G               | Brasile          |                  |              |               |                  |                  |                  |          |         |            |            |            |                           |                           |                           |        |        |  |
|  | 2H               | Cile             | 0                |              |               |                  |                  |                  |          |         |            |            |            |                           |                           |                           |        |        |  |
|  | 2H               | Cile             | 0                |              | Paesi Bassi   | Paesi Bassi      | 0                |                  |          |         |            |            |            |                           |                           |                           |        |        |  |
|  |                  |                  |                  |              |               |                  |                  |                  |          |         |            |            |            |                           |                           |                           |        |        |  |
|  |                  |                  | Spagna (dts)     | Spagna (dts) | 1             |                  |                  |                  |          |         |            |            |            |                           |                           |                           |        |        |  |
|  | 1B               | Argentina        | Spagna (dts)     | Spagna (dts) | 1             | 3                |                  |                  |          |         |            |            |            |                           |                           |                           |        |        |  |
|  | 1B               | Argentina        |                  |              |               | 3                |                  |                  |          |         |            |            |            |                           |                           |                           |        |        |  |
|  | 2A               | Messico          | 1                |              |               |                  |                  |                  |          |         |            |            |            |                           |                           |                           |        |        |  |
|  | 2A               | Messico          | 1                |              | Argentina     | Argentina        | 0                |                  |          |         |            |            |            |                           |                           |                           |        |        |  |
|  |                  |                  |                  |              | Argentina     | Argentina        | 0                |                  |          |         |            |            |            |                           |                           |                           |        |        |  |
|  |                  |                  | Germania         | Germania     | 4             |                  |                  |                  |          |         |            |            |            |                           |                           |                           |        |        |  |
|  | 1D               | Germania         | Germania         | Germania     | 4             | 4                |                  |                  |          |         |            |            |            |                           |                           |                           |        |        |  |
|  | 1D               | Germania         |                  |              |               |                  |                  |                  |          |         |            |            |            |                           |                           |                           |        |        |  |
|  | 2C               | Inghilterra      | 1                |              |               |                  |                  |                  |          |         |            |            |            |                           |                           |                           |        |        |  |
|  | 2C               | Inghilterra      | 1                |              | Germania      | Germania         | 0                |                  |          |         |            |            |            |                           |                           |                           |        |        |  |
|  |                  |                  |                  |              |               |                  |                  |                  |          |         |            |            |            |                           |                           |                           |        |        |  |
|  |                  |                  | Spagna           | Spagna       | 1             |                  |                  |                  |          |         |            |            |            |                           |                           |                           |        |        |  |
|  | 1F               | Paraguay (dtr)   | Spagna           | Spagna       | 1             | 0 (5)            |                  |                  |          |         |            |            |            | Finale per il terzo posto | Finale per il terzo posto | Finale per il terzo posto |        |        |  |
|  | 1F               | Paraguay (dtr)   |                  |              |               |                  |                  |                  |          |         |            |            |            |                           |                           |                           |        |        |  |
|  | 2E               | Giappone         | 0 (3)            |              |               |                  |                  |                  |          |         |            |            |            |                           |                           |                           |        |        |  |
|  | 2E               | Giappone         | 0 (3)            |              | Paraguay      | Paraguay         | 0                |                  |          | Uruguay | Uruguay    | 2          |            |                           |                           |                           |        |        |  |
|  |                  |                  |                  |              | Paraguay      | Paraguay         | 0                |                  |          | Uruguay | Uruguay    | 2          |            |                           |                           |                           |        |        |  |
|  |                  |                  | Spagna           | Spagna       | 1             |                  |                  | Germania         | Germania | 3       |            |            |            |                           |                           |                           |        |        |  |
|  | 1H               | Spagna           | Spagna           | Spagna       | 1             | 1                |                  | Germania         | Germania | 3       |            |            |            |                           |                           |                           |        |        |  |
|  | 1H               | Spagna           |                  |              |               |                  |                  |                  |          |         |            |            |            |                           |                           |                           |        |        |  |
|  | 2G               | Portogallo       | 0                |              |               |                  |                  |                  |          |         |            |            |            |                           |                           |                           |        |        |  |

#### Ottavi di finale
| Arbitro: | Stark |

|                |           |                    |
| Suárez 8’, 80’ | Marcatori | 68’ Lee Chung-Yong |

| Arbitro: | Kassai |

|                    |           |                     |
| Donovan 62’ (rig.) | Marcatori | 5’ Boateng 93’ Gyan |

| Arbitro: | Larrionda |

|                                        |           |           |
| Klose 20’ Podolski 32’ Müller 67’, 70’ | Marcatori | 37’ Upson |

| Arbitro: | Rosetti |

|                            |           |               |
| Tévez 26’, 52’ Higuaín 33’ | Marcatori | 71’ Hernández |

| Arbitro: | Undiano Mallenco |

|                         |           |                     |
| Robben 18’ Sneijder 84’ | Marcatori | 90+4’ (rig.) Vittek |

| Arbitro: | Webb |

|                                       |           |  |
| Juan 35’ Luís Fabiano 38’ Robinho 59’ | Marcatori |  |

| Arbitro: | De Bleeckere |

|                                           |                      |                          |
| E. Barreto Barrios Riveros Valdez Cardozo | Tiri di rigore 5 – 3 | Endō Hasebe Komano Honda |

| Arbitro: | Baldassi |

|           |           |  |
| Villa 63’ | Marcatori |  |

#### Quarti di finale
| Arbitro: | Nishimura |

|                   |           |             |
| Sneijder 53’, 68’ | Marcatori | 10’ Robinho |

| Arbitro: | Benquerença |

|                                          |                      |                            |
| Forlán 55’                               | Marcatori            | 45+2’ Muntari              |
| Forlán Victorino Scotti M. Pereira Abreu | Tiri di rigore 4 – 2 | Gyan Appiah Mensah Adiyiah |

| Arbitro: | Irmatov |

|  |           |                                        |
|  | Marcatori | 3’ Müller 68’, 89’ Klose 74’ Friedrich |

| Arbitro: | Batres |

|  |           |           |
|  | Marcatori | 83’ Villa |

#### Semifinali
| Arbitro: | Ermatov |

|                             |           |                                             |
| Forlán 41’ M. Pereira 90+2’ | Marcatori | 18’ van Bronckhorst 70’ Sneijder 73’ Robben |

| Arbitro: | Kassai |

|  |           |           |
|  | Marcatori | 73’ Puyol |

#### Finale per il terzo posto
| Arbitro: | Archundia |

|                       |           |                                   |
| Cavani 28’ Forlán 51’ | Marcatori | 19’ Müller 56’ Jansen 82’ Khedira |

#### Finale
| Arbitro: | Webb |

|  |           |              |
|  | Marcatori | 116’ Iniesta |

## Statistiche

### Classifica marcatori
5 reti
- Thomas Müller
- Wesley Sneijder
- David Villa
- Diego Forlán (1 rigore)

4 reti
- Gonzalo Higuaín

- Miroslav Klose

- Róbert Vittek (1 rigore)

3 reti
- Luís Fabiano
- Asamoah Gyan (2 rigori)
- Landon Donovan (1 rigore)
- Luis Suárez

2 reti
- Carlos Tévez
- Brett Holman
- Elano
- Robinho
- Samuel Eto'o (1 rigore)

- Lee Chung-Yong
- Lee Jung-Soo
- Lukas Podolski
- Keisuke Honda
- Javier Hernández

- Kalu Uche
- Arjen Robben
- Tiago
- Andrés Iniesta

1 rete
- Martín Demichelis
- Gabriel Heinze
- Martín Palermo
- Tim Cahill
- Juan
- Maicon
- Jean Beausejour
- Mark González
- Rodrigo Millar
- Ji Yun-Nam
- Park Chu-Young
- Park Ji-sung
- Didier Drogba
- Salomon Kalou
- Koffi Ndri Romaric
- Yaya Touré
- Nicklas Bendtner
- Dennis Rommedahl

- Jon Dahl Tomasson
- Florent Malouda
- Cacau
- Arne Friedrich
- Marcell Jansen
- Sami Khedira
- Mesut Özil
- Kevin-Prince Boateng
- Sulley Muntari
- Yasuhito Endō
- Shinji Okazaki
- Dīmītrios Salpiggidīs
- Vasilīs Torosidīs
- Jermain Defoe
- Steven Gerrard
- Matthew Upson
- Daniele De Rossi
- Antonio Di Natale

- Vincenzo Iaquinta (1 rigore)
- Fabio Quagliarella
- Cuauhtémoc Blanco (1 rigore)
- Rafael Márquez
- Yakubu Aiyegbeni (1 rigore)
- Winston Reid
- Shane Smeltz
- Klaas-Jan Huntelaar
- Dirk Kuijt
- Giovanni van Bronckhorst
- Robin van Persie
- Antolín Alcaraz
- Cristian Riveros
- Enrique Vera
- Cristiano Ronaldo
- Hugo Almeida
- Liédson
- Raul Meireles

- Simão
- Milan Jovanović
- Marko Pantelić
- Kamil Kopúnek
- Valter Birsa
- Robert Koren
- Zlatan Ljubijankič
- Carles Puyol
- Michael Bradley
- Clint Dempsey
- Bongani Khumalo
- Katlego Mphela
- Siphiwe Tshabalala
- Gelson Fernandes
- Edinson Cavani
- Álvaro Pereira
- Maximiliano Pereira

Autoreti
- Park Chu-Young (1, pro  Argentina)
- Daniel Agger (1, pro  Paesi Bassi)

### Record
- Gol più veloce: Thomas Müller (Argentina-Germania, quarti di finale, 3 luglio, 3º minuto)
- Gol più tardivo: Andrés Iniesta (Paesi Bassi-Spagna, finale 1º posto, 11 luglio, 116º minuto)
- Primo gol: Siphiwe Tshabalala (Sudafrica-Messico, partita inaugurale, 11 giugno, 55º minuto)
- Ultimo gol: Andrés Iniesta (Paesi Bassi-Spagna, finale 1º posto, 11 luglio, 116º minuto)
- Miglior attacco: Germania (16 reti segnate)
- Peggior attacco: Algeria e Honduras (0 reti segnate)
- Miglior difesa: Svizzera e Portogallo (1 rete subita)
- Peggior difesa: Corea del Nord (12 reti subite)
- Miglior differenza reti: Portogallo (+6)
- Partita con il maggior numero di gol: Portogallo-Corea del Nord 7-0 (fase a gironi, 21 giugno, 7 gol)
- Partita con il maggior scarto di gol: Portogallo-Corea del Nord 7-0 (fase a gironi, 21 giugno, 7 gol di scarto)

### Premi

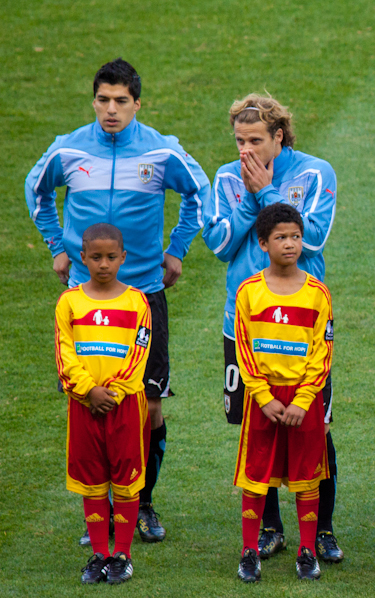
Suárez con Forlan, miglior giocatore di Sudafrica 2010.

La sera della finale per il 1º posto, conclusa la partita, la FIFA ha reso noti i premi assegnati ai calciatori.
- Scarpa d'oro:  Thomas Müller
- Pallone d'oro:  Diego Forlán
- Guanto d'oro:  Iker Casillas
- Miglior giovane:  Thomas Müller

| [ 105 ] | Miglior marcatore (Scarpa d'oro) | Miglior giocatore (Pallone d'oro) | Miglior portiere (Guanto d'oro) | Miglior giovane | Premio FIFA Fair Play |
| ------- | -------------------------------- | --------------------------------- | ------------------------------- | --------------- | --------------------- |
| Oro     | Thomas Müller (5)                | Diego Forlán                      | Iker Casillas                   | Thomas Müller   | Spagna                |
| Argento | David Villa (5)                  | Wesley Sneijder                   | Non assegnato                   | Non assegnato   | Non assegnato         |
| Bronzo  | Wesley Sneijder (5)              | David Villa                       | Non assegnato                   | Non assegnato   | Non assegnato         |

- All-Star Team[106]:

| Portiere      | Difensori                                     | Centrocampisti                                             | Attaccanti               |
| ------------- | --------------------------------------------- | ---------------------------------------------------------- | ------------------------ |
| Iker Casillas | Philipp Lahm Maicon Carles Puyol Sergio Ramos | Andrés Iniesta Bastian Schweinsteiger Wesley Sneijder Xavi | Diego Forlán David Villa |

## Curiosità

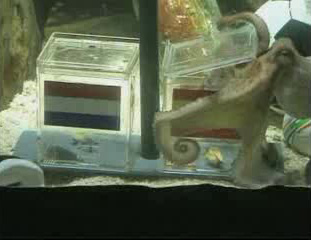
Paul "predice" la nazionale vincitrice dei mondiali.

Un elemento distintivo di questo mondiale è stato il polpo Paul: era un polpo comune che viveva nell'acquario Oberhausen, in Germania, e che ha conosciuto una certa notorietà internazionale in occasione dei Mondiali di calcio del 2010 quando fu utilizzato per tentare di "predire" i risultati delle partite di calcio in cui era coinvolta la Germania. Ad esse si aggiunse anche quella della finale non disputata dalla Germania; le "previsioni" in quell'occasione si rivelarono tutte corrette.
A Mondiale concluso, i suoi proprietari e la direzione dell'acquario hanno annunciato che non si sarebbero più formulate "previsioni" da parte dell'animale, sancendo di fatto il "pensionamento" di Paul. Il quotidiano tedesco Handelsblatt gli ha dedicato anche un editoriale dal titolo "Trionfo per il polpo".
Paul è morto nella notte tra il 25 e il 26 ottobre 2010 nello stesso Sea Life Center di Oberhausen, in Germania.